# VVV-Venlo in het seizoen 2006/07
Dit artikel geeft een overzicht van VVV-Venlo in het seizoen 2006/2007.

## Selectie 2006 - 2007
| Nr. | Positie | Speler           |
| --- | ------- | ---------------- |
| -   | DM      | Rein Baart       |
| -   | DM      | Tom Muyters      |
| -   | DM      | Cor Varkevisser  |
| -   | V       | Ahmed Ammi       |
| -   | V       | Frank Broers     |
| -   | V       | Niels Fleuren    |
| -   | V       | Frank van Kouwen |
| -   | V       | Sander Lenders   |
| -   | V       | Marilia          |
| -   | V       | Peter Reekers    |
| -   | V       | Ferry de Regt    |
| -   | V       | Sjors Verdellen  |
| -   | V       | Robert Willemse  |
| -   | M       | Roel Buikema     |
| -   | M       | Maico Gerritsen  |
| -   | M       | Robin Janssen    |
| -   | M       | Willem Janssen   |
| -   | M       | Ekrem Kahya      |
| -   | M       | Leon Kantelberg  |
| -   | M       | Edwin Linssen    |
| -   | M       | Luizinho         |
| -   | M       | Cameron Watson   |
| -   | A       | Mimoun Akrom     |
| -   | A       | Dirk Jan Derksen |
| -   | A       | Dylan Hughes     |
| -   | A       | Bas Jacobs       |
| -   | A       | Rachid Ofrany    |
| -   | A       | Rik Platvoet     |
| -   | A       | Karim Soltani    |
| -   | A       | Mamadou Zongo    |

### Aangetrokken spelers
- Mimoun Akrom, eigen jeugd
- Dylan Hughes, van RKC Waalwijk
- Ekrem Kahya, van FC Dordrecht
- Marilia, van Clube 15 de Novembro
- Rachid Ofrany, eigen jeugd
- Ferry de Regt, eigen jeugd
- Robert Willemse, eigen jeugd
- Mamadou Zongo, van De Graafschap
- Roel Buikema, in de loop van het seizoen gehuurd van
- Tom Muyters, in de loop van het seizoen van PSV
- Peter Reekers, in de loop van het seizoen van Heracles Almelo
- Cameron Watson, in de loop van het seizoen van FC Porto

### Uitgaande spelers
- Mohammed Allach, gestopt
- Luwamo Garcia, naar RKC Waalwijk
- Paul Jans, verhuurd aan N.E.C.
- Jaap Janssen, naar EWC '46
- Marcel Meeuwis, naar Roda JC
- Marilia, in de loop van het seizoen naar Sport Club Ulbra
- Mamadou Zongo, in de loop van het seizoen naar Ethnikos Piraeus

## Wedstrijden

### Eerste divisie
Speelronde 1:
| vrijdag 11 augustus 2006, 20:00                                     | VVV-Venlo     | 1-1 (1-0) | FC Eindhoven   | Opstelling VVV-Venlo | Opstelling FC Eindhoven |  |
| Stadion: Stadion De Koel, Venlo Toeschouwers: 2.834 Arbiter: Winter | Kantelberg 4' |           | 65' Stojanović | Varkevisser, Ammi, Van Kouwen , Verdellen , Marilia, W. Janssen, Linssen, Kantelberg 35' ( Luizinho ), Ofrany, Derksen 74' ( Hughes), Jacobs | Duinslaeger, Tahapary, Groeneveld, De Boer, Van Alst , Becker 90' ( Van de Sande), Van de Langenberg 85' ( Nelemans), Noyen, Aelbrecht 60' ( Isbouts), Stojanović, Lim-Duan |  |
| Stadion: Stadion De Koel, Venlo Toeschouwers: 2.834 Arbiter: Winter |               |           |                | Varkevisser, Ammi, Van Kouwen , Verdellen , Marilia, W. Janssen, Linssen, Kantelberg 35' ( Luizinho ), Ofrany, Derksen 74' ( Hughes), Jacobs | Duinslaeger, Tahapary, Groeneveld, De Boer, Van Alst , Becker 90' ( Van de Sande), Van de Langenberg 85' ( Nelemans), Noyen, Aelbrecht 60' ( Isbouts), Stojanović, Lim-Duan |  |
| Stadion: Stadion De Koel, Venlo Toeschouwers: 2.834 Arbiter: Winter |               |           |                | Varkevisser, Ammi, Van Kouwen , Verdellen , Marilia, W. Janssen, Linssen, Kantelberg 35' ( Luizinho ), Ofrany, Derksen 74' ( Hughes), Jacobs | Duinslaeger, Tahapary, Groeneveld, De Boer, Van Alst , Becker 90' ( Van de Sande), Van de Langenberg 85' ( Nelemans), Noyen, Aelbrecht 60' ( Isbouts), Stojanović, Lim-Duan |  |
|                                                                     |               |           |                | | |  |

Speelronde 2:
| vrijdag 18 augustus 2006, 20:00                          | MVV | 0-0 (0-0) | VVV-Venlo | Opstelling MVV | Opstelling VVV-Venlo |  |
| Stadion: De Geusselt Toeschouwers: 7.816 Arbiter: Luinge |     |           |           | Van den Ban, Bryssinck, Rauw, Luijpers, Winkens, Miceli 62' ( Mans), Daemen, Supusepa 46' ( Siahaija), Brnčić , Gommans 80' ( Caracciolo), Moutawakil | Varkevisser, Ammi, Van Kouwen , Verdellen , Marilia 77' ( Fleuren), W. Janssen, Linssen, Kantelberg, Ofrany, Derksen 46' ( Platvoet), Hughes 63' ( Gerritsen) |  |
| Stadion: De Geusselt Toeschouwers: 7.816 Arbiter: Luinge |     |           |           | Van den Ban, Bryssinck, Rauw, Luijpers, Winkens, Miceli 62' ( Mans), Daemen, Supusepa 46' ( Siahaija), Brnčić , Gommans 80' ( Caracciolo), Moutawakil | Varkevisser, Ammi, Van Kouwen , Verdellen , Marilia 77' ( Fleuren), W. Janssen, Linssen, Kantelberg, Ofrany, Derksen 46' ( Platvoet), Hughes 63' ( Gerritsen) |  |
| Stadion: De Geusselt Toeschouwers: 7.816 Arbiter: Luinge |     |           |           | Van den Ban, Bryssinck, Rauw, Luijpers, Winkens, Miceli 62' ( Mans), Daemen, Supusepa 46' ( Siahaija), Brnčić , Gommans 80' ( Caracciolo), Moutawakil | Varkevisser, Ammi, Van Kouwen , Verdellen , Marilia 77' ( Fleuren), W. Janssen, Linssen, Kantelberg, Ofrany, Derksen 46' ( Platvoet), Hughes 63' ( Gerritsen) |  |
|                                                          |     |           |           | | |  |

Speelronde 3:
| maandag 21 augustus 2006, 20:00                                  | VVV-Venlo             | 2-1 (1-0) | Go Ahead Eagles | Opstelling VVV-Venlo | Opstelling Go Ahead Eagles |  |
| Stadion: Stadion De Koel, Venlo Toeschouwers: 3.200 Arbiter: Jol | Hughes 41' Ofrany 57' |           | 86' Parnela     | Varkevisser, Ammi, Van Kouwen , Verdellen, Fleuren, W. Janssen, Linssen, Kantelberg 45' ( Luizinho), Ofrany, Platvoet 66' ( Derksen), Hughes 89' ( Marilia) | Moeliker, Schotman , Schoenmakers 64' ( Brugge), Parnela, Vosselman, Oosthout, Knijnenburg, Gilissen, Ars 72' ( Bartels), Loval, Ax 59' ( Jongen) |  |
| Stadion: Stadion De Koel, Venlo Toeschouwers: 3.200 Arbiter: Jol |                       |           |                 | Varkevisser, Ammi, Van Kouwen , Verdellen, Fleuren, W. Janssen, Linssen, Kantelberg 45' ( Luizinho), Ofrany, Platvoet 66' ( Derksen), Hughes 89' ( Marilia) | Moeliker, Schotman , Schoenmakers 64' ( Brugge), Parnela, Vosselman, Oosthout, Knijnenburg, Gilissen, Ars 72' ( Bartels), Loval, Ax 59' ( Jongen) |  |
| Stadion: Stadion De Koel, Venlo Toeschouwers: 3.200 Arbiter: Jol |                       |           |                 | Varkevisser, Ammi, Van Kouwen , Verdellen, Fleuren, W. Janssen, Linssen, Kantelberg 45' ( Luizinho), Ofrany, Platvoet 66' ( Derksen), Hughes 89' ( Marilia) | Moeliker, Schotman , Schoenmakers 64' ( Brugge), Parnela, Vosselman, Oosthout, Knijnenburg, Gilissen, Ars 72' ( Bartels), Loval, Ax 59' ( Jongen) |  |
|                                                                  |                       |           |                 | | |  |

Speelronde 4:
| vrijdag 25 augustus 2006, 20:00                                                    | BV Veendam                | 2-1 (0-0) | VVV-Venlo    | Opstelling BV Veendam | Opstelling VVV-Venlo |  |
| Stadion: Sportpark De Langeleegte, Veendam Toeschouwers: 2.700 Arbiter: Van Meenen | Bizimana 86' Bizimana 89' |           | 47' Luizinho | Ditewig, Cijntje, Wiekens, Krstev, De Vries, Sahetapy 77' ( Hamming), Schaken, Buurmeijer 71' ( De Vriese), Bizimana, Lip, Stikel 59' ( Drent) | Varkevisser, Ammi , Van Kouwen , Verdellen, Fleuren 68', W. Janssen, Linssen, Luizinho, Ofrany, Platvoet 71' ( Marilia 90' ( Broers)), Hughes 74' ( Derksen) |  |
| Stadion: Sportpark De Langeleegte, Veendam Toeschouwers: 2.700 Arbiter: Van Meenen |                           |           |              | Ditewig, Cijntje, Wiekens, Krstev, De Vries, Sahetapy 77' ( Hamming), Schaken, Buurmeijer 71' ( De Vriese), Bizimana, Lip, Stikel 59' ( Drent) | Varkevisser, Ammi , Van Kouwen , Verdellen, Fleuren 68', W. Janssen, Linssen, Luizinho, Ofrany, Platvoet 71' ( Marilia 90' ( Broers)), Hughes 74' ( Derksen) |  |
| Stadion: Sportpark De Langeleegte, Veendam Toeschouwers: 2.700 Arbiter: Van Meenen |                           |           |              | Ditewig, Cijntje, Wiekens, Krstev, De Vries, Sahetapy 77' ( Hamming), Schaken, Buurmeijer 71' ( De Vriese), Bizimana, Lip, Stikel 59' ( Drent) | Varkevisser, Ammi , Van Kouwen , Verdellen, Fleuren 68', W. Janssen, Linssen, Luizinho, Ofrany, Platvoet 71' ( Marilia 90' ( Broers)), Hughes 74' ( Derksen) |  |
|                                                                                    |                           |           |              | | |  |

Speelronde 5:
| vrijdag 1 september 2006, 20:00                                         | VVV-Venlo                                | 3-2 (2-0) | Cambuur Leeuwarden             | Opstelling VVV-Venlo | Opstelling Cambuur Leeuwarden |  |
| Stadion: Stadion De Koel, Venlo Toeschouwers: 3.256 Arbiter: Van Sichem | Broers 40' Ofrany 42' (pen.) Derksen 89' |           | 80' Van der Weij 84' Hoogeveen | Varkevisser, Ammi , Van Kouwen , Verdellen, Broers , W. Janssen, Linssen 76' ( Kahya), Buikema, Ofrany, Platvoet 76' ( Derksen), Hughes 8' ( Luizinho ) | Van der Vlag, Nijssen, Hooijboer, Hoogeveen , Van der Weij , Barakat, Mulders, Stegeman, Roosenburg 54' ( Ketting ), Van Rooijen, Stam 77' ( Axwijk) |  |
| Stadion: Stadion De Koel, Venlo Toeschouwers: 3.256 Arbiter: Van Sichem |                                          |           |                                | Varkevisser, Ammi , Van Kouwen , Verdellen, Broers , W. Janssen, Linssen 76' ( Kahya), Buikema, Ofrany, Platvoet 76' ( Derksen), Hughes 8' ( Luizinho ) | Van der Vlag, Nijssen, Hooijboer, Hoogeveen , Van der Weij , Barakat, Mulders, Stegeman, Roosenburg 54' ( Ketting ), Van Rooijen, Stam 77' ( Axwijk) |  |
| Stadion: Stadion De Koel, Venlo Toeschouwers: 3.256 Arbiter: Van Sichem |                                          |           |                                | Varkevisser, Ammi , Van Kouwen , Verdellen, Broers , W. Janssen, Linssen 76' ( Kahya), Buikema, Ofrany, Platvoet 76' ( Derksen), Hughes 8' ( Luizinho ) | Van der Vlag, Nijssen, Hooijboer, Hoogeveen , Van der Weij , Barakat, Mulders, Stegeman, Roosenburg 54' ( Ketting ), Van Rooijen, Stam 77' ( Axwijk) |  |
|                                                                         |                                          |           |                                | | |  |

Speelronde 6:
| vrijdag 8 september 2006, 20:00                                        | De Graafschap                                               | 4-2 (3-0) | VVV-Venlo                  | Opstelling De Graafschap | Opstelling VVV-Venlo |  |
| Stadion: De Vijverberg, Doetinchem Toeschouwers: 8.300 Arbiter: Luinge | Van Beukering 17' Robbemond 22' Powel 45' Van Beukering 65' |           | 47' Van Kouwen 89' Derksen | Van Fessem, Bot, Hese 78' ( Bus), Volmer, Van Peppen, Meijer , De Visscher 82' ( Peters), Van den Ouweland 74' ( Schöne), Powel, Van Beukering, Robbemond | Baart, Ammi , Van Kouwen 60' ( Soltani), Verdellen, Fleuren, W. Janssen, Linssen, Broers 71' ( Kahya), Ofrany, Platvoet 73' ( Derksen), Buikema |  |
| Stadion: De Vijverberg, Doetinchem Toeschouwers: 8.300 Arbiter: Luinge |                                                             |           |                            | Van Fessem, Bot, Hese 78' ( Bus), Volmer, Van Peppen, Meijer , De Visscher 82' ( Peters), Van den Ouweland 74' ( Schöne), Powel, Van Beukering, Robbemond | Baart, Ammi , Van Kouwen 60' ( Soltani), Verdellen, Fleuren, W. Janssen, Linssen, Broers 71' ( Kahya), Ofrany, Platvoet 73' ( Derksen), Buikema |  |
| Stadion: De Vijverberg, Doetinchem Toeschouwers: 8.300 Arbiter: Luinge |                                                             |           |                            | Van Fessem, Bot, Hese 78' ( Bus), Volmer, Van Peppen, Meijer , De Visscher 82' ( Peters), Van den Ouweland 74' ( Schöne), Powel, Van Beukering, Robbemond | Baart, Ammi , Van Kouwen 60' ( Soltani), Verdellen, Fleuren, W. Janssen, Linssen, Broers 71' ( Kahya), Ofrany, Platvoet 73' ( Derksen), Buikema |  |
|                                                                        |                                                             |           |                            | | |  |

Speelronde 7:
| vrijdag 15 september 2006, 20:00                                                   | Fortuna Sittard | 0-2 (0-1) | VVV-Venlo            | Opstelling Fortuna Sittard | Opstelling VVV-Venlo |  |
| Stadion: Wagner & Partners Stadion, Sittard Toeschouwers: 4.132 Arbiter: Braamhaar |                 |           | 6' Buikema 76' Kahya | Cristianen, Dassen, Grabovac, Paridaans, Van Driel, El Hammouchi, Simone 68' ( E. Güvenç), Garritsen, Olondo, Bouhadan 46' ( Bright), Taiwo | Baart, Ammi , Van Kouwen , Verdellen, Fleuren, W. Janssen, Linssen, Broers, Buikema 74' ( Kahya), Ofrany 84' ( Derksen), Soltani 56' ( Luizinho) |  |
| Stadion: Wagner & Partners Stadion, Sittard Toeschouwers: 4.132 Arbiter: Braamhaar |                 |           |                      | Cristianen, Dassen, Grabovac, Paridaans, Van Driel, El Hammouchi, Simone 68' ( E. Güvenç), Garritsen, Olondo, Bouhadan 46' ( Bright), Taiwo | Baart, Ammi , Van Kouwen , Verdellen, Fleuren, W. Janssen, Linssen, Broers, Buikema 74' ( Kahya), Ofrany 84' ( Derksen), Soltani 56' ( Luizinho) |  |
| Stadion: Wagner & Partners Stadion, Sittard Toeschouwers: 4.132 Arbiter: Braamhaar |                 |           |                      | Cristianen, Dassen, Grabovac, Paridaans, Van Driel, El Hammouchi, Simone 68' ( E. Güvenç), Garritsen, Olondo, Bouhadan 46' ( Bright), Taiwo | Baart, Ammi , Van Kouwen , Verdellen, Fleuren, W. Janssen, Linssen, Broers, Buikema 74' ( Kahya), Ofrany 84' ( Derksen), Soltani 56' ( Luizinho) |  |
|                                                                                    |                 |           |                      | | |  |

Speelronde 8:
| vrijdag 22 september 2006, 20:00                                     | VVV-Venlo                                                                    | 6-2 (3-0) | Helmond Sport                   | Opstelling VVV-Venlo | Opstelling Helmond Sport |  |
| Stadion: Stadion De Koel, Venlo Toeschouwers: 3.885 Arbiter: Kuipers | Derksen 19' Buikema 20' Derksen 35' (e.d.) Hobbelen 47' Soltani 76' Ammi 87' |           | 81' Nieuwenburg 86' Nieuwenburg | Baart, Ammi, Van Kouwen , Verdellen, Broers, W. Janssen, Linssen 76' ( Kahya), Buikema, Ofrany, Platvoet 76' ( Derksen), Hughes 8' ( Luizinho ) | Strijbosch, Kawarmala, Hendriksen, Vangeffelen, Van der Ven, Nieuwenburg , Yahia 37' ( Letwory), Van Dijk, Hobbelen 52' ( Habraken), Barto, Van Dinteren 25' ( Paardekooper) |  |
| Stadion: Stadion De Koel, Venlo Toeschouwers: 3.885 Arbiter: Kuipers |                                                                              |           |                                 | Baart, Ammi, Van Kouwen , Verdellen, Broers, W. Janssen, Linssen 76' ( Kahya), Buikema, Ofrany, Platvoet 76' ( Derksen), Hughes 8' ( Luizinho ) | Strijbosch, Kawarmala, Hendriksen, Vangeffelen, Van der Ven, Nieuwenburg , Yahia 37' ( Letwory), Van Dijk, Hobbelen 52' ( Habraken), Barto, Van Dinteren 25' ( Paardekooper) |  |
| Stadion: Stadion De Koel, Venlo Toeschouwers: 3.885 Arbiter: Kuipers |                                                                              |           |                                 | Baart, Ammi, Van Kouwen , Verdellen, Broers, W. Janssen, Linssen 76' ( Kahya), Buikema, Ofrany, Platvoet 76' ( Derksen), Hughes 8' ( Luizinho ) | Strijbosch, Kawarmala, Hendriksen, Vangeffelen, Van der Ven, Nieuwenburg , Yahia 37' ( Letwory), Van Dijk, Hobbelen 52' ( Habraken), Barto, Van Dinteren 25' ( Paardekooper) |  |
|                                                                      |                                                                              |           |                                 | | |  |

Speelronde 9:
| vrijdag 29 september 2006, 20:00                                          | FC Zwolle           | 1-2 (1-0) | VVV-Venlo                  | Opstelling FC Zwolle | Opstelling VVV-Venlo |  |
| Stadion: Oosterenkstadion, Zwolle Toeschouwers: 1.923 Arbiter: Van Hulten | (pen.) Zandstra 22' |           | 69' Soltani 75' W. Janssen | Boer, Reijnen 80' ( IJzerman ), Moisander, Van der Haar, Van Moll, Zandstra, Korf , Soares 57' ( S. Jansen), Wilson , Jongsma, Bischop 65' ( A. Jansen) | Baart, Ammi, Van Kouwen , Verdellen, Fleuren , W. Janssen, Linssen 67' ( Broers ), Buikema 67' ( Kahya ), Ofrany 72' ( Luizinho), Derksen, Soltani |  |
| Stadion: Oosterenkstadion, Zwolle Toeschouwers: 1.923 Arbiter: Van Hulten |                     |           |                            | Boer, Reijnen 80' ( IJzerman ), Moisander, Van der Haar, Van Moll, Zandstra, Korf , Soares 57' ( S. Jansen), Wilson , Jongsma, Bischop 65' ( A. Jansen) | Baart, Ammi, Van Kouwen , Verdellen, Fleuren , W. Janssen, Linssen 67' ( Broers ), Buikema 67' ( Kahya ), Ofrany 72' ( Luizinho), Derksen, Soltani |  |
| Stadion: Oosterenkstadion, Zwolle Toeschouwers: 1.923 Arbiter: Van Hulten |                     |           |                            | Boer, Reijnen 80' ( IJzerman ), Moisander, Van der Haar, Van Moll, Zandstra, Korf , Soares 57' ( S. Jansen), Wilson , Jongsma, Bischop 65' ( A. Jansen) | Baart, Ammi, Van Kouwen , Verdellen, Fleuren , W. Janssen, Linssen 67' ( Broers ), Buikema 67' ( Kahya ), Ofrany 72' ( Luizinho), Derksen, Soltani |  |
|                                                                           |                     |           |                            | | |  |

Speelronde 10:
| vrijdag 6 oktober 2006, 20:00                                                  | RBC Roosendaal                           | 3-1 (3-0) | VVV-Venlo                         | Opstelling RBC Roosendaal | Opstelling VVV-Venlo |  |
| Stadion: RBC Stadion, Roosendaal Toeschouwers: 4.150 Arbiter: Saadouni, België | (pen.) Delanoy 32' Guijt 33' Delanoy 34' |           | 60' (pen.) W. Janssen 77' Marilia | Friebel, Koning, Kwakman, Loran, Fleur, Jungschläger, Guijt, Delanoy 90' ( Paap), Duplan, Denissen 85' ( Diaz), Ten Heuvel 69' ( Martha) | Baart, Ammi, Van Kouwen , Verdellen, Fleuren 46' ( Marilia), W. Janssen, Linssen, Buikema, Ofrany, Derksen 46' ( Kahya), Soltani , 88' |  |
| Stadion: RBC Stadion, Roosendaal Toeschouwers: 4.150 Arbiter: Saadouni, België |                                          |           |                                   | Friebel, Koning, Kwakman, Loran, Fleur, Jungschläger, Guijt, Delanoy 90' ( Paap), Duplan, Denissen 85' ( Diaz), Ten Heuvel 69' ( Martha) | Baart, Ammi, Van Kouwen , Verdellen, Fleuren 46' ( Marilia), W. Janssen, Linssen, Buikema, Ofrany, Derksen 46' ( Kahya), Soltani , 88' |  |
| Stadion: RBC Stadion, Roosendaal Toeschouwers: 4.150 Arbiter: Saadouni, België |                                          |           |                                   | Friebel, Koning, Kwakman, Loran, Fleur, Jungschläger, Guijt, Delanoy 90' ( Paap), Duplan, Denissen 85' ( Diaz), Ten Heuvel 69' ( Martha) | Baart, Ammi, Van Kouwen , Verdellen, Fleuren 46' ( Marilia), W. Janssen, Linssen, Buikema, Ofrany, Derksen 46' ( Kahya), Soltani , 88' |  |
|                                                                                |                                          |           |                                   | | |  |

Speelronde 11:
| vrijdag 13 oktober 2006, 20:00                                         | VVV-Venlo | 0-0 (0-0) | FC Volendam | Opstelling VVV-Venlo | Opstelling FC Volendam |  |
| Stadion: Stadion De Koel, Venlo Toeschouwers: 4.338 Arbiter: Haverkort |           |           |             | Baart, Ammi, Van Kouwen , Verdellen, Fleuren, Kahya 79' ( Luizinho), Linssen 84' ( Marilia), Buikema, Ofrany, Derksen, Hughes | Verhoeven, Van Duijn, Wijker , Ferrari, Quasten, Wegh 53' ( Dompig), Chaiat, Aafjes, Hemmen 62' ( Pater), Lettinga, Dissels 90' ( Van Zaanen) |  |
| Stadion: Stadion De Koel, Venlo Toeschouwers: 4.338 Arbiter: Haverkort |           |           |             | Baart, Ammi, Van Kouwen , Verdellen, Fleuren, Kahya 79' ( Luizinho), Linssen 84' ( Marilia), Buikema, Ofrany, Derksen, Hughes | Verhoeven, Van Duijn, Wijker , Ferrari, Quasten, Wegh 53' ( Dompig), Chaiat, Aafjes, Hemmen 62' ( Pater), Lettinga, Dissels 90' ( Van Zaanen) |  |
| Stadion: Stadion De Koel, Venlo Toeschouwers: 4.338 Arbiter: Haverkort |           |           |             | Baart, Ammi, Van Kouwen , Verdellen, Fleuren, Kahya 79' ( Luizinho), Linssen 84' ( Marilia), Buikema, Ofrany, Derksen, Hughes | Verhoeven, Van Duijn, Wijker , Ferrari, Quasten, Wegh 53' ( Dompig), Chaiat, Aafjes, Hemmen 62' ( Pater), Lettinga, Dissels 90' ( Van Zaanen) |  |
|                                                                        |           |           |             | | |  |

Speelronde 12:
| vrijdag 20 oktober 2006, 20:00                                      | VVV-Venlo                  | 2-1 (0-1) | FC Den Bosch | Opstelling VVV-Venlo | Opstelling FC Den Bosch |  |
| Stadion: Stadion De Koel, Venlo Toeschouwers: 4.867 Arbiter: Winter | Buikema 82' W. Janssen 90' |           | 21' Bechan   | Baart, Ammi , Van Kouwen , Verdellen , Fleuren, W. Janssen 60' ( Kantelberg), Linssen, Buikema, Ofrany 61' ( Hughes), Derksen, Soltani | Coutinho , Maguire, Uneken, Peters, Raymaekers, Beekmans, Wau , 74'), Ten Heuvel, Rimkus , Van der Biezen 75' ( Leitoe), Bechan |  |
| Stadion: Stadion De Koel, Venlo Toeschouwers: 4.867 Arbiter: Winter |                            |           |              | Baart, Ammi , Van Kouwen , Verdellen , Fleuren, W. Janssen 60' ( Kantelberg), Linssen, Buikema, Ofrany 61' ( Hughes), Derksen, Soltani | Coutinho , Maguire, Uneken, Peters, Raymaekers, Beekmans, Wau , 74'), Ten Heuvel, Rimkus , Van der Biezen 75' ( Leitoe), Bechan |  |
| Stadion: Stadion De Koel, Venlo Toeschouwers: 4.867 Arbiter: Winter |                            |           |              | Baart, Ammi , Van Kouwen , Verdellen , Fleuren, W. Janssen 60' ( Kantelberg), Linssen, Buikema, Ofrany 61' ( Hughes), Derksen, Soltani | Coutinho , Maguire, Uneken, Peters, Raymaekers, Beekmans, Wau , 74'), Ten Heuvel, Rimkus , Van der Biezen 75' ( Leitoe), Bechan |  |
|                                                                     |                            |           |              | | |  |

Speelronde 13:
| maandag 23 oktober 2006, 20:00                                                 | AGOVV Apeldoorn | 1-1 (0-0) | VVV-Venlo          | Opstelling AGOVV Apeldoorn | Opstelling VVV-Venlo |  |
| Stadion: Sportpark Berg & Bos, Apeldoorn Toeschouwers: 1.752 Arbiter: Liesveld | Juliana 90'     |           | 53' Buikema (pen.) | Van der Gouw, Kooijman, Michels, Carrilho, Axwijk , Mac-Donald, Hellings, Cengiz 73' ( Van der Ree), Mertens, Ter Heide 73' ( Lopes Monteiro), Cathalina 73' ( Juliana) | Baart, Marilia, Van Kouwen , Verdellen, Fleuren, W. Janssen, Linssen, Kahya 79' ( Hughes), Buikema, Ofrany, Soltani 64' ( Kantelberg) |  |
| Stadion: Sportpark Berg & Bos, Apeldoorn Toeschouwers: 1.752 Arbiter: Liesveld |                 |           |                    | Van der Gouw, Kooijman, Michels, Carrilho, Axwijk , Mac-Donald, Hellings, Cengiz 73' ( Van der Ree), Mertens, Ter Heide 73' ( Lopes Monteiro), Cathalina 73' ( Juliana) | Baart, Marilia, Van Kouwen , Verdellen, Fleuren, W. Janssen, Linssen, Kahya 79' ( Hughes), Buikema, Ofrany, Soltani 64' ( Kantelberg) |  |
| Stadion: Sportpark Berg & Bos, Apeldoorn Toeschouwers: 1.752 Arbiter: Liesveld |                 |           |                    | Van der Gouw, Kooijman, Michels, Carrilho, Axwijk , Mac-Donald, Hellings, Cengiz 73' ( Van der Ree), Mertens, Ter Heide 73' ( Lopes Monteiro), Cathalina 73' ( Juliana) | Baart, Marilia, Van Kouwen , Verdellen, Fleuren, W. Janssen, Linssen, Kahya 79' ( Hughes), Buikema, Ofrany, Soltani 64' ( Kantelberg) |  |
|                                                                                |                 |           |                    | | |  |

Speelronde 14:
| vrijdag 27 oktober 2006, 20:00                                          | VVV-Venlo                  | 2-1 (0-0) | Stormvogels Telstar | Opstelling VVV-Venlo | Opstelling Stormvogels Telstar                                                                                           |  |
| Stadion: Stadion De Koel, Venlo Toeschouwers: 3.728 Arbiter: Van Sichem | Van Kouwen 76' Derksen 80' |           | 73' Salden          | Baart, Ammi, Van Kouwen , Verdellen, Fleuren , W. Janssen, Linssen, Buikema, Ofrany 76' ( Hughes), Derksen 90' ( Kahya), Soltani 66' ( Kantelberg) | Van Strien, Correia, Salden 84' ( Junqueira), Bossman, Van Heulen, Van Wijk, De Ridder, Holwijn, Willemsen, Van Es, Meye |  |
| Stadion: Stadion De Koel, Venlo Toeschouwers: 3.728 Arbiter: Van Sichem |                            |           |                     | Baart, Ammi, Van Kouwen , Verdellen, Fleuren , W. Janssen, Linssen, Buikema, Ofrany 76' ( Hughes), Derksen 90' ( Kahya), Soltani 66' ( Kantelberg) | Van Strien, Correia, Salden 84' ( Junqueira), Bossman, Van Heulen, Van Wijk, De Ridder, Holwijn, Willemsen, Van Es, Meye |  |
| Stadion: Stadion De Koel, Venlo Toeschouwers: 3.728 Arbiter: Van Sichem |                            |           |                     | Baart, Ammi, Van Kouwen , Verdellen, Fleuren , W. Janssen, Linssen, Buikema, Ofrany 76' ( Hughes), Derksen 90' ( Kahya), Soltani 66' ( Kantelberg) | Van Strien, Correia, Salden 84' ( Junqueira), Bossman, Van Heulen, Van Wijk, De Ridder, Holwijn, Willemsen, Van Es, Meye |  |
|                                                                         |                            |           |                     | | |  |

Speelronde 15:
| vrijdag 3 november 2006, 20:00                                    | VVV-Venlo                                    | 3-1 (2-0) | FC Omniworld | Opstelling VVV-Venlo | Opstelling FC Omniworld |  |
| Stadion: Stadion De Koel, Venlo Toeschouwers: 4.512 Arbiter: Diks | W. Janssen 6' (pen.) Derksen 23' Derksen 61' |           | 77' Krimp    | Baart, Ammi, Van Kouwen , Verdellen, Fleuren, W. Janssen, Linssen, Buikema 74' ( Kahya), Ofrany 67' ( Kantelberg), Derksen, Soltani 67' ( Hughes) | Molenaar, Huisman 84' ( Gouttebarge), Hessing, Krimp, Hollart, Duits , Caravella 77' ( Eind), Heerkens, Çakır, Dibi, Amrabat 67' ( Haklander) |  |
| Stadion: Stadion De Koel, Venlo Toeschouwers: 4.512 Arbiter: Diks |                                              |           |              | Baart, Ammi, Van Kouwen , Verdellen, Fleuren, W. Janssen, Linssen, Buikema 74' ( Kahya), Ofrany 67' ( Kantelberg), Derksen, Soltani 67' ( Hughes) | Molenaar, Huisman 84' ( Gouttebarge), Hessing, Krimp, Hollart, Duits , Caravella 77' ( Eind), Heerkens, Çakır, Dibi, Amrabat 67' ( Haklander) |  |
| Stadion: Stadion De Koel, Venlo Toeschouwers: 4.512 Arbiter: Diks |                                              |           |              | Baart, Ammi, Van Kouwen , Verdellen, Fleuren, W. Janssen, Linssen, Buikema 74' ( Kahya), Ofrany 67' ( Kantelberg), Derksen, Soltani 67' ( Hughes) | Molenaar, Huisman 84' ( Gouttebarge), Hessing, Krimp, Hollart, Duits , Caravella 77' ( Eind), Heerkens, Çakır, Dibi, Amrabat 67' ( Haklander) |  |
|                                                                   |                                              |           |              | | |  |

Speelronde 16:
| vrijdag 10 november 2006, 20:00                                             | FC Dordrecht          | 2-0 (1-0) | VVV-Venlo | Opstelling FC Dordrecht | Opstelling VVV-Venlo |  |
| Stadion: GN Bouw Stadion, Dordrecht Toeschouwers: 2.975 Arbiter: Van Meenen | Lopes 20' Kalisse 75' |           |           | Kooiman, Van Muyen, Kras, Breinburg, Rustenberg, Sequeira, Alisic, Auassar 87' ( Ramos), Dagher 61' ( Kalisse), Lopes , Muhamadu 77' ( Van den Ouweland) | Baart, Ammi , Van Kouwen , Verdellen, Fleuren , W. Janssen, Linssen, Buikema, Ofrany, Derksen 23' ( Kantelberg), Soltani 75' ( Hughes) |  |
| Stadion: GN Bouw Stadion, Dordrecht Toeschouwers: 2.975 Arbiter: Van Meenen |                       |           |           | Kooiman, Van Muyen, Kras, Breinburg, Rustenberg, Sequeira, Alisic, Auassar 87' ( Ramos), Dagher 61' ( Kalisse), Lopes , Muhamadu 77' ( Van den Ouweland) | Baart, Ammi , Van Kouwen , Verdellen, Fleuren , W. Janssen, Linssen, Buikema, Ofrany, Derksen 23' ( Kantelberg), Soltani 75' ( Hughes) |  |
| Stadion: GN Bouw Stadion, Dordrecht Toeschouwers: 2.975 Arbiter: Van Meenen |                       |           |           | Kooiman, Van Muyen, Kras, Breinburg, Rustenberg, Sequeira, Alisic, Auassar 87' ( Ramos), Dagher 61' ( Kalisse), Lopes , Muhamadu 77' ( Van den Ouweland) | Baart, Ammi , Van Kouwen , Verdellen, Fleuren , W. Janssen, Linssen, Buikema, Ofrany, Derksen 23' ( Kantelberg), Soltani 75' ( Hughes) |  |
|                                                                             |                       |           |           | | |  |

Speelronde 17:
| vrijdag 17 november 2006, 20:00                                        | VVV-Venlo        | 1-0 (0-0) | HFC Haarlem | Opstelling VVV-Venlo | Opstelling HFC Haarlem |  |
| Stadion: Stadion De Koel, Venlo Toeschouwers: 3.362 Arbiter: Steegstra | (e.d.) Bouma 46' |           |             | Baart, Ammi, Van Kouwen , Verdellen, Fleuren, W. Janssen, Linssen, Buikema, Ofrany 56' ( Kantelberg), Derksen 77' ( Hughes), Soltani | Heijblok, Fränkel, Van der Kruis 34', Ravensbergen, Bouma, Van Toor, Axwijk 75' ( Huymans), Kruijer 75' ( Burgzorg), Steinraht 86' ( De Graaff), El Gaaouiri, Ahahaoui |  |
| Stadion: Stadion De Koel, Venlo Toeschouwers: 3.362 Arbiter: Steegstra |                  |           |             | Baart, Ammi, Van Kouwen , Verdellen, Fleuren, W. Janssen, Linssen, Buikema, Ofrany 56' ( Kantelberg), Derksen 77' ( Hughes), Soltani | Heijblok, Fränkel, Van der Kruis 34', Ravensbergen, Bouma, Van Toor, Axwijk 75' ( Huymans), Kruijer 75' ( Burgzorg), Steinraht 86' ( De Graaff), El Gaaouiri, Ahahaoui |  |
| Stadion: Stadion De Koel, Venlo Toeschouwers: 3.362 Arbiter: Steegstra |                  |           |             | Baart, Ammi, Van Kouwen , Verdellen, Fleuren, W. Janssen, Linssen, Buikema, Ofrany 56' ( Kantelberg), Derksen 77' ( Hughes), Soltani | Heijblok, Fränkel, Van der Kruis 34', Ravensbergen, Bouma, Van Toor, Axwijk 75' ( Huymans), Kruijer 75' ( Burgzorg), Steinraht 86' ( De Graaff), El Gaaouiri, Ahahaoui |  |
|                                                                        |                  |           |             | | |  |

Speelronde 18:
| vrijdag 24 november 2006, 20:00                                | TOP Oss     | 1-4 (1-1) | VVV-Venlo                                            | Opstelling TOP Oss | Opstelling VVV-Venlo |  |
| Stadion: TOP Oss Stadion, Oss Toeschouwers: 2.129 Arbiter: Jol | Zafarin 29' |           | 37' W. Janssen 50' W. Janssen 85' Soltani 86' Ofrany | De Vogt, Ripson 73', Peppinck, Van Dalen, Ririhena 77' ( Prent), Schoofs, Faria 77' ( Quekel), Zafarin, Van Galen, Van der Sloot, Van den Herik | Baart, Ammi, Van Kouwen , Verdellen, Fleuren, W. Janssen, Linssen , Kantelberg , Buikema 83' ( Broers), Ofrany 89' ( Kahya), Soltani |  |
| Stadion: TOP Oss Stadion, Oss Toeschouwers: 2.129 Arbiter: Jol |             |           |                                                      | De Vogt, Ripson 73', Peppinck, Van Dalen, Ririhena 77' ( Prent), Schoofs, Faria 77' ( Quekel), Zafarin, Van Galen, Van der Sloot, Van den Herik | Baart, Ammi, Van Kouwen , Verdellen, Fleuren, W. Janssen, Linssen , Kantelberg , Buikema 83' ( Broers), Ofrany 89' ( Kahya), Soltani |  |
| Stadion: TOP Oss Stadion, Oss Toeschouwers: 2.129 Arbiter: Jol |             |           |                                                      | De Vogt, Ripson 73', Peppinck, Van Dalen, Ririhena 77' ( Prent), Schoofs, Faria 77' ( Quekel), Zafarin, Van Galen, Van der Sloot, Van den Herik | Baart, Ammi, Van Kouwen , Verdellen, Fleuren, W. Janssen, Linssen , Kantelberg , Buikema 83' ( Broers), Ofrany 89' ( Kahya), Soltani |  |
|                                                                |             |           |                                                      | | |  |

Speelronde 19:
| vrijdag 1 december 2006, 20:00                                          | VVV-Venlo   | 1-0 (0-0) | FC Emmen | Opstelling VVV-Venlo | Opstelling FC Emmen |  |
| Stadion: Stadion De Koel, Venlo Toeschouwers: 4.036 Arbiter: Van Dongen | Derksen 61' |           |          | Baart, Ammi, Van Kouwen , Verdellen , Fleuren, W. Janssen, Linssen , Kantelberg, Ofrany, Broers 56' ( Derksen), Soltani | Van Westerop, Demeijer, Van den Brink, Zimmerman, Bevaart , Bonevacia 72' ( Mghizrat), El Khalifi 83' ( Valjejev), Stroeve, Veldmate , Leferink 16' ( Verwey), Van Dijk |  |
| Stadion: Stadion De Koel, Venlo Toeschouwers: 4.036 Arbiter: Van Dongen |             |           |          | Baart, Ammi, Van Kouwen , Verdellen , Fleuren, W. Janssen, Linssen , Kantelberg, Ofrany, Broers 56' ( Derksen), Soltani | Van Westerop, Demeijer, Van den Brink, Zimmerman, Bevaart , Bonevacia 72' ( Mghizrat), El Khalifi 83' ( Valjejev), Stroeve, Veldmate , Leferink 16' ( Verwey), Van Dijk |  |
| Stadion: Stadion De Koel, Venlo Toeschouwers: 4.036 Arbiter: Van Dongen |             |           |          | Baart, Ammi, Van Kouwen , Verdellen , Fleuren, W. Janssen, Linssen , Kantelberg, Ofrany, Broers 56' ( Derksen), Soltani | Van Westerop, Demeijer, Van den Brink, Zimmerman, Bevaart , Bonevacia 72' ( Mghizrat), El Khalifi 83' ( Valjejev), Stroeve, Veldmate , Leferink 16' ( Verwey), Van Dijk |  |
|                                                                         |             |           |          | | |  |

Speelronde 20:
| vrijdag 8 december 2006, 20:00                                        | FC Volendam | 1-0 (1-0) | VVV-Venlo | Opstelling FC Volendam | Opstelling VVV-Venlo |  |
| Stadion: Kras Stadion, Volendam Toeschouwers: 2.365 Arbiter: Liesveld | Dissels 9'  |           |           | Verhoeven, Van Duijn, Wijker, Boots, Quasten, De Wit 63' ( Amanda), Petrov 83' ( Schilder), Aafjes, Van Zaanen, Tuijp 76' ( Hemmen), Dissels | Baart, Ammi 27' ( Kahya ), Van Kouwen , Broers, Fleuren, W. Janssen, Linssen, Buikema, Ofrany , Kantelberg 65' ( Derksen), Soltani |  |
| Stadion: Kras Stadion, Volendam Toeschouwers: 2.365 Arbiter: Liesveld |             |           |           | Verhoeven, Van Duijn, Wijker, Boots, Quasten, De Wit 63' ( Amanda), Petrov 83' ( Schilder), Aafjes, Van Zaanen, Tuijp 76' ( Hemmen), Dissels | Baart, Ammi 27' ( Kahya ), Van Kouwen , Broers, Fleuren, W. Janssen, Linssen, Buikema, Ofrany , Kantelberg 65' ( Derksen), Soltani |  |
| Stadion: Kras Stadion, Volendam Toeschouwers: 2.365 Arbiter: Liesveld |             |           |           | Verhoeven, Van Duijn, Wijker, Boots, Quasten, De Wit 63' ( Amanda), Petrov 83' ( Schilder), Aafjes, Van Zaanen, Tuijp 76' ( Hemmen), Dissels | Baart, Ammi 27' ( Kahya ), Van Kouwen , Broers, Fleuren, W. Janssen, Linssen, Buikema, Ofrany , Kantelberg 65' ( Derksen), Soltani |  |
|                                                                       |             |           |           | | |  |

Speelronde 21:
| vrijdag 15 december 2006, 20:00                                                      | FC Den Bosch | 0-1 (0-0) | VVV-Venlo      | Opstelling FC Den Bosch | Opstelling VVV-Venlo |  |
| Stadion: Stadion De Vliert, 's-Hertogenbosch Toeschouwers: 4.026 Arbiter: Van Sichem |              |           | 57' Van Kouwen | Mäenpää, Pinto, Uneken , Raymaekers 60' ( Leitoe), Peters, Beekmans, Wau, Ten Heuvel, Maguire, Demouge , Bechan 77' ( Plet) | Baart, De Regt 85' ( Lenders), Van Kouwen , Verdellen, Fleuren, W. Janssen, Kahya, Buikema 80' ( Broers), Ofrany , Derksen 69' ( Kantelberg), Soltani |  |
| Stadion: Stadion De Vliert, 's-Hertogenbosch Toeschouwers: 4.026 Arbiter: Van Sichem |              |           |                | Mäenpää, Pinto, Uneken , Raymaekers 60' ( Leitoe), Peters, Beekmans, Wau, Ten Heuvel, Maguire, Demouge , Bechan 77' ( Plet) | Baart, De Regt 85' ( Lenders), Van Kouwen , Verdellen, Fleuren, W. Janssen, Kahya, Buikema 80' ( Broers), Ofrany , Derksen 69' ( Kantelberg), Soltani |  |
| Stadion: Stadion De Vliert, 's-Hertogenbosch Toeschouwers: 4.026 Arbiter: Van Sichem |              |           |                | Mäenpää, Pinto, Uneken , Raymaekers 60' ( Leitoe), Peters, Beekmans, Wau, Ten Heuvel, Maguire, Demouge , Bechan 77' ( Plet) | Baart, De Regt 85' ( Lenders), Van Kouwen , Verdellen, Fleuren, W. Janssen, Kahya, Buikema 80' ( Broers), Ofrany , Derksen 69' ( Kantelberg), Soltani |  |
|                                                                                      |              |           |                | | |  |

Speelronde 22:
| vrijdag 22 december 2006, 20:00                                     | VVV-Venlo | 0-0 (0-0) | AGOVV Apeldoorn       | Opstelling VVV-Venlo | Opstelling AGOVV Apeldoorn |  |
| Stadion: Stadion De Koel, Venlo Toeschouwers: 4.096 Arbiter: Winter |           |           | 12' (pen.) Mac-Donald | Baart, Ammi, Kahya 70' ( Kantelberg), Verdellen, Fleuren, W. Janssen, Linssen, Buikema 70' ( Broers), Ofrany, Derksen, Soltani | Van der Gouw, Michels, Carrilho, Risamasu, Lopes Monteiro, Mac-Donald, Van Es 78' ( Kiliç), De Waal, Mertens 53' ( Collett), Ter Heide 89' ( Bresser), Juliana |  |
| Stadion: Stadion De Koel, Venlo Toeschouwers: 4.096 Arbiter: Winter |           |           |                       | Baart, Ammi, Kahya 70' ( Kantelberg), Verdellen, Fleuren, W. Janssen, Linssen, Buikema 70' ( Broers), Ofrany, Derksen, Soltani | Van der Gouw, Michels, Carrilho, Risamasu, Lopes Monteiro, Mac-Donald, Van Es 78' ( Kiliç), De Waal, Mertens 53' ( Collett), Ter Heide 89' ( Bresser), Juliana |  |
| Stadion: Stadion De Koel, Venlo Toeschouwers: 4.096 Arbiter: Winter |           |           |                       | Baart, Ammi, Kahya 70' ( Kantelberg), Verdellen, Fleuren, W. Janssen, Linssen, Buikema 70' ( Broers), Ofrany, Derksen, Soltani | Van der Gouw, Michels, Carrilho, Risamasu, Lopes Monteiro, Mac-Donald, Van Es 78' ( Kiliç), De Waal, Mertens 53' ( Collett), Ter Heide 89' ( Bresser), Juliana |  |
|                                                                     |           |           |                       | | |  |

Speelronde 23:
| vrijdag 12 januari 2007, 20:00                                           | Helmond Sport | 1-1 (0-1) | VVV-Venlo   | Opstelling Helmond Sport | Opstelling VVV-Venlo |  |
| Stadion: Stadion De Braak, Helmond Toeschouwers: 3.116 Arbiter: Liesveld | Barto 85'     |           | 39' Soltani | Begois, Mampuya, Jansen 75' ( Barto), Van Dijk, Suart 68' ( Hobbelen), Van der Ven, Smeekes 80' ( Osei), Nieuwenburg, Calabro, Roma , Carboni | Baart, Ammi, Kahya 84' ( Broers), Verdellen , Fleuren , W. Janssen, Linssen , Buikema, Ofrany 77' ( Kantelberg), Derksen, Soltani |  |
| Stadion: Stadion De Braak, Helmond Toeschouwers: 3.116 Arbiter: Liesveld |               |           |             | Begois, Mampuya, Jansen 75' ( Barto), Van Dijk, Suart 68' ( Hobbelen), Van der Ven, Smeekes 80' ( Osei), Nieuwenburg, Calabro, Roma , Carboni | Baart, Ammi, Kahya 84' ( Broers), Verdellen , Fleuren , W. Janssen, Linssen , Buikema, Ofrany 77' ( Kantelberg), Derksen, Soltani |  |
| Stadion: Stadion De Braak, Helmond Toeschouwers: 3.116 Arbiter: Liesveld |               |           |             | Begois, Mampuya, Jansen 75' ( Barto), Van Dijk, Suart 68' ( Hobbelen), Van der Ven, Smeekes 80' ( Osei), Nieuwenburg, Calabro, Roma , Carboni | Baart, Ammi, Kahya 84' ( Broers), Verdellen , Fleuren , W. Janssen, Linssen , Buikema, Ofrany 77' ( Kantelberg), Derksen, Soltani |  |
|                                                                          |               |           |             | | |  |

Speelronde 24:
| vrijdag 19 januari 2007, 20:00                                       | VVV-Venlo                                | 3-1 (1-1) | Fortuna Sittard     | Opstelling VVV-Venlo | Opstelling Fortuna Sittard |  |
| Stadion: Stadion De Koel, Venlo Toeschouwers: 5.081 Arbiter: Kuipers | Ofrany 10' Kantelberg 66' W. Janssen 88' |           | 41' Cornelia (pen.) | Baart, Ammi, Van Kouwen 70' ( Kahya), Verdellen, Fleuren , W. Janssen, Linssen, Buikema 62' ( Kantelberg), Ofrany, Derksen 86' ( Luizinho), Soltani | Cristianen , S. Güvenç, Grabovac, Op den Kamp, Garritsen , Voigt 77' ( Vouis), Heinrichs , El Hammouchi, Olondo, Cornelia, Bouhadan |  |
| Stadion: Stadion De Koel, Venlo Toeschouwers: 5.081 Arbiter: Kuipers |                                          |           |                     | Baart, Ammi, Van Kouwen 70' ( Kahya), Verdellen, Fleuren , W. Janssen, Linssen, Buikema 62' ( Kantelberg), Ofrany, Derksen 86' ( Luizinho), Soltani | Cristianen , S. Güvenç, Grabovac, Op den Kamp, Garritsen , Voigt 77' ( Vouis), Heinrichs , El Hammouchi, Olondo, Cornelia, Bouhadan |  |
| Stadion: Stadion De Koel, Venlo Toeschouwers: 5.081 Arbiter: Kuipers |                                          |           |                     | Baart, Ammi, Van Kouwen 70' ( Kahya), Verdellen, Fleuren , W. Janssen, Linssen, Buikema 62' ( Kantelberg), Ofrany, Derksen 86' ( Luizinho), Soltani | Cristianen , S. Güvenç, Grabovac, Op den Kamp, Garritsen , Voigt 77' ( Vouis), Heinrichs , El Hammouchi, Olondo, Cornelia, Bouhadan |  |
|                                                                      |                                          |           |                     | | |  |

Speelronde 25:
| vrijdag 26 januari 2007, 20:00                                                 | FC Omniworld             | 2-3 (2-0) | VVV-Venlo                          | Opstelling FC Omniworld | Opstelling VVV-Venlo |  |
| Stadion: Mitsubishi Forklift Stadion, Almere Toeschouwers: 1.062 Arbiter: Diks | (pen.) Dibi 26' Dibi 32' |           | 68' Broers 70' Derksen 71' Linssen | Hogervorst , Hessing, Krimp, Heerkens, Hollart, Duits , Caravella 79' ( Kalkhuis), Eind, Haklander 46' ( Breeveld), Dibi, Amrabat | Baart, Ammi , Van Kouwen , Verdellen, Broers , W. Janssen, Linssen, Buikema, Ofrany, Derksen, Soltani 46' ( Kantelberg) |  |
| Stadion: Mitsubishi Forklift Stadion, Almere Toeschouwers: 1.062 Arbiter: Diks |                          |           |                                    | Hogervorst , Hessing, Krimp, Heerkens, Hollart, Duits , Caravella 79' ( Kalkhuis), Eind, Haklander 46' ( Breeveld), Dibi, Amrabat | Baart, Ammi , Van Kouwen , Verdellen, Broers , W. Janssen, Linssen, Buikema, Ofrany, Derksen, Soltani 46' ( Kantelberg) |  |
| Stadion: Mitsubishi Forklift Stadion, Almere Toeschouwers: 1.062 Arbiter: Diks |                          |           |                                    | Hogervorst , Hessing, Krimp, Heerkens, Hollart, Duits , Caravella 79' ( Kalkhuis), Eind, Haklander 46' ( Breeveld), Dibi, Amrabat | Baart, Ammi , Van Kouwen , Verdellen, Broers , W. Janssen, Linssen, Buikema, Ofrany, Derksen, Soltani 46' ( Kantelberg) |  |
|                                                                                |                          |           |                                    | | |  |

Speelronde 26:
| vrijdag 2 februari 2007, 20:00                                    | VVV-Venlo                  | 2-2 (1-0) | FC Zwolle                     | Opstelling VVV-Venlo | Opstelling FC Zwolle |  |
| Stadion: Stadion De Koel, Venlo Toeschouwers: 3.619 Arbiter: Blom | Derksen 32' W. Janssen 48' |           | 83' Reekers (e.d.) 85' Soares | Baart, Reekers , Kahya, Verdellen, Fleuren, W. Janssen, Linssen, Buikema 62' ( Kantelberg), Ofrany, Derksen 65' ( Platvoet), Soltani | Boer, Van der Sluijs, Botteghin, Akerboom 46' ( Van Moll), Moisander, Zuidam, A. Jansen 67' ( Van der Wal), Van der Haar, Ossemer 59' ( Jongsma), Soares, Korf |  |
| Stadion: Stadion De Koel, Venlo Toeschouwers: 3.619 Arbiter: Blom |                            |           |                               | Baart, Reekers , Kahya, Verdellen, Fleuren, W. Janssen, Linssen, Buikema 62' ( Kantelberg), Ofrany, Derksen 65' ( Platvoet), Soltani | Boer, Van der Sluijs, Botteghin, Akerboom 46' ( Van Moll), Moisander, Zuidam, A. Jansen 67' ( Van der Wal), Van der Haar, Ossemer 59' ( Jongsma), Soares, Korf |  |
| Stadion: Stadion De Koel, Venlo Toeschouwers: 3.619 Arbiter: Blom |                            |           |                               | Baart, Reekers , Kahya, Verdellen, Fleuren, W. Janssen, Linssen, Buikema 62' ( Kantelberg), Ofrany, Derksen 65' ( Platvoet), Soltani | Boer, Van der Sluijs, Botteghin, Akerboom 46' ( Van Moll), Moisander, Zuidam, A. Jansen 67' ( Van der Wal), Van der Haar, Ossemer 59' ( Jongsma), Soares, Korf |  |
|                                                                   |                            |           |                               | | |  |

Speelronde 27:
| vrijdag 9 februari 2007, 20:00                                   | VVV-Venlo                             | 3-1 (1-0) | RBC Roosendaal | Opstelling VVV-Venlo | Opstelling RBC Roosendaal |  |
| Stadion: Stadion De Koel, Venlo Toeschouwers: 5.111 Arbiter: Jol | Derksen 6' Kantelberg 80' Derksen 90' |           | 79' De Lange   | Baart, Ammi, Van Kouwen , Verdellen 89' ( Reekers), Fleuren, W. Janssen, Linssen, Buikema 86' ( Broers), Ofrany, Derksen, Soltani 78' ( Kantelberg) | Friebel, Koning, Kwakman 67' ( Diaz), Loran, Fleur, Jungschläger, Guijt 67' ( Ten Heuvel), Paap 46' ( De Lange ), Duplan, Vos, Martha |  |
| Stadion: Stadion De Koel, Venlo Toeschouwers: 5.111 Arbiter: Jol |                                       |           |                | Baart, Ammi, Van Kouwen , Verdellen 89' ( Reekers), Fleuren, W. Janssen, Linssen, Buikema 86' ( Broers), Ofrany, Derksen, Soltani 78' ( Kantelberg) | Friebel, Koning, Kwakman 67' ( Diaz), Loran, Fleur, Jungschläger, Guijt 67' ( Ten Heuvel), Paap 46' ( De Lange ), Duplan, Vos, Martha |  |
| Stadion: Stadion De Koel, Venlo Toeschouwers: 5.111 Arbiter: Jol |                                       |           |                | Baart, Ammi, Van Kouwen , Verdellen 89' ( Reekers), Fleuren, W. Janssen, Linssen, Buikema 86' ( Broers), Ofrany, Derksen, Soltani 78' ( Kantelberg) | Friebel, Koning, Kwakman 67' ( Diaz), Loran, Fleur, Jungschläger, Guijt 67' ( Ten Heuvel), Paap 46' ( De Lange ), Duplan, Vos, Martha |  |
|                                                                  |                                       |           |                | | |  |

Speelronde 28:
| vrijdag 16 februari 2007, 20:00                                           | HFC Haarlem | 0-1 (0-0) | VVV-Venlo  | Opstelling HFC Haarlem | Opstelling VVV-Venlo |  |
| Stadion: Haarlem Stadion, Haarlem Toeschouwers: 1.725 Arbiter: Van Hulten |             |           | 89' Ofrany | Heijblok, Fränkel, Van der Kruis, Ravensbergen , Bouma, Van Toor, De Graaff 74' ( Wijks), Axwijk, Steinraht 80' ( Krop), El Gaaouiri, Ahahaoui | Baart, Ammi 20' ( Reekers), Kahya 79' ( Broers), Verdellen, Fleuren, W. Janssen, Linssen, Buikema, Ofrany, Derksen 57' ( Kantelberg), Soltani |  |
| Stadion: Haarlem Stadion, Haarlem Toeschouwers: 1.725 Arbiter: Van Hulten |             |           |            | Heijblok, Fränkel, Van der Kruis, Ravensbergen , Bouma, Van Toor, De Graaff 74' ( Wijks), Axwijk, Steinraht 80' ( Krop), El Gaaouiri, Ahahaoui | Baart, Ammi 20' ( Reekers), Kahya 79' ( Broers), Verdellen, Fleuren, W. Janssen, Linssen, Buikema, Ofrany, Derksen 57' ( Kantelberg), Soltani |  |
| Stadion: Haarlem Stadion, Haarlem Toeschouwers: 1.725 Arbiter: Van Hulten |             |           |            | Heijblok, Fränkel, Van der Kruis, Ravensbergen , Bouma, Van Toor, De Graaff 74' ( Wijks), Axwijk, Steinraht 80' ( Krop), El Gaaouiri, Ahahaoui | Baart, Ammi 20' ( Reekers), Kahya 79' ( Broers), Verdellen, Fleuren, W. Janssen, Linssen, Buikema, Ofrany, Derksen 57' ( Kantelberg), Soltani |  |
|                                                                           |             |           |            | | |  |

Speelronde 29:
| vrijdag 23 februari 2007, 20:00                                            | VVV-Venlo                      | 1-3 (0-0) | FC Dordrecht                               | Opstelling VVV-Venlo | Opstelling FC Dordrecht |  |
| Stadion: Stadion De Koel, Venlo Toeschouwers: 5.217 Arbiter: Nzolo, België | Derksen 75' (pen.) Derksen 75' |           | 76' Dagher 80' Van der Velden 90' Muhamadu | Baart, Ammi, Reekers, Verdellen, Broers 60' ( Kahya), W. Janssen, Linssen , Buikema 84' ( Jacobs), Ofrany, Derksen, Soltani | Kooiman, Van Muyen, Kras , Breinburg, Auassar, Longuet, Ramos 69' ( Van der Velden), Muhamadu, Leonardo 52' ( Dagher), Putter 32' ( Van den Ouweland), Kalisse |  |
| Stadion: Stadion De Koel, Venlo Toeschouwers: 5.217 Arbiter: Nzolo, België |                                |           |                                            | Baart, Ammi, Reekers, Verdellen, Broers 60' ( Kahya), W. Janssen, Linssen , Buikema 84' ( Jacobs), Ofrany, Derksen, Soltani | Kooiman, Van Muyen, Kras , Breinburg, Auassar, Longuet, Ramos 69' ( Van der Velden), Muhamadu, Leonardo 52' ( Dagher), Putter 32' ( Van den Ouweland), Kalisse |  |
| Stadion: Stadion De Koel, Venlo Toeschouwers: 5.217 Arbiter: Nzolo, België |                                |           |                                            | Baart, Ammi, Reekers, Verdellen, Broers 60' ( Kahya), W. Janssen, Linssen , Buikema 84' ( Jacobs), Ofrany, Derksen, Soltani | Kooiman, Van Muyen, Kras , Breinburg, Auassar, Longuet, Ramos 69' ( Van der Velden), Muhamadu, Leonardo 52' ( Dagher), Putter 32' ( Van den Ouweland), Kalisse |  |
|                                                                            |                                |           |                                            | | |  |

Speelronde 30:
| vrijdag 2 maart 2007, 20:00                                                      | Stormvogels Telstar          | 3-1 (3-0) | VVV-Venlo   | Opstelling Stormvogels Telstar | Opstelling VVV-Venlo |  |
| Stadion: Sportpark Schoonenberg, Velsen-Zuid Toeschouwers: 1.335 Arbiter: Winter | Bruin 7' Bruin 26' Bruin 31' |           | 57' Linssen | Kuperus, Correia, Galatà, Salden 85' ( Zoontjes), Bossman, Fafiani, De Ridder 19' ( Van Heulen), Holwijn, Willemsen, Bruin 61' ( Van Es), Meye | Baart, Reekers 46' ( Broers), Kahya 76' ( De Regt), Verdellen , Fleuren, W. Janssen, Linssen, Buikema, Ofrany, Kantelberg, Jacobs 84' ( Gerritsen) |  |
| Stadion: Sportpark Schoonenberg, Velsen-Zuid Toeschouwers: 1.335 Arbiter: Winter |                              |           |             | Kuperus, Correia, Galatà, Salden 85' ( Zoontjes), Bossman, Fafiani, De Ridder 19' ( Van Heulen), Holwijn, Willemsen, Bruin 61' ( Van Es), Meye | Baart, Reekers 46' ( Broers), Kahya 76' ( De Regt), Verdellen , Fleuren, W. Janssen, Linssen, Buikema, Ofrany, Kantelberg, Jacobs 84' ( Gerritsen) |  |
| Stadion: Sportpark Schoonenberg, Velsen-Zuid Toeschouwers: 1.335 Arbiter: Winter |                              |           |             | Kuperus, Correia, Galatà, Salden 85' ( Zoontjes), Bossman, Fafiani, De Ridder 19' ( Van Heulen), Holwijn, Willemsen, Bruin 61' ( Van Es), Meye | Baart, Reekers 46' ( Broers), Kahya 76' ( De Regt), Verdellen , Fleuren, W. Janssen, Linssen, Buikema, Ofrany, Kantelberg, Jacobs 84' ( Gerritsen) |  |
|                                                                                  |                              |           |             | | |  |

Speelronde 31:
| vrijdag 9 maart 2007, 20:00                                         | VVV-Venlo   | 1-2 (0-1) | De Graafschap                       | Opstelling VVV-Venlo | Opstelling De Graafschap |  |
| Stadion: Stadion De Koel, Venlo Toeschouwers: 5.217 Arbiter: Bossen | Derksen 74' |           | 15' Van Beukering 70' Van Beukering | Baart, Ammi, Van Kouwen 79' ( Broers), Reekers 65', Fleuren, W. Janssen, Linssen , Kantelberg 46' ( Soltani), Ofrany, Derksen, Buikema 70' ( Jacobs) | Van Fessem, Bus, Hese, Meijer, Van Peppen, Schöne 90' ( Bloemendaal), De Visscher 78' ( Peters ), Van den Ouweland 83' ( Van Loenhout), Powel, Van Beukering, Robbemond |  |
| Stadion: Stadion De Koel, Venlo Toeschouwers: 5.217 Arbiter: Bossen |             |           |                                     | Baart, Ammi, Van Kouwen 79' ( Broers), Reekers 65', Fleuren, W. Janssen, Linssen , Kantelberg 46' ( Soltani), Ofrany, Derksen, Buikema 70' ( Jacobs) | Van Fessem, Bus, Hese, Meijer, Van Peppen, Schöne 90' ( Bloemendaal), De Visscher 78' ( Peters ), Van den Ouweland 83' ( Van Loenhout), Powel, Van Beukering, Robbemond |  |
| Stadion: Stadion De Koel, Venlo Toeschouwers: 5.217 Arbiter: Bossen |             |           |                                     | Baart, Ammi, Van Kouwen 79' ( Broers), Reekers 65', Fleuren, W. Janssen, Linssen , Kantelberg 46' ( Soltani), Ofrany, Derksen, Buikema 70' ( Jacobs) | Van Fessem, Bus, Hese, Meijer, Van Peppen, Schöne 90' ( Bloemendaal), De Visscher 78' ( Peters ), Van den Ouweland 83' ( Van Loenhout), Powel, Van Beukering, Robbemond |  |
|                                                                     |             |           |                                     | | |  |

Speelronde 32:
| vrijdag 16 maart 2007, 20:00                                                | Go Ahead Eagles | 0-1 (0-1) | VVV-Venlo   | Opstelling Go Ahead Eagles | Opstelling VVV-Venlo |  |
| Stadion: De Adelaarshorst, Deventer Toeschouwers: 5.028 Arbiter: Van Egmond |                 |           | 36' Derksen | Moeliker, Göbel 61' ( Brugge), Schoenmakers , Parnela, Vosselman 80' ( Jongen), Schotman, Knijnenburg, Wissink, Oosthout 61' ( Ax), Ars, Ghoochannejhad | Baart, Ammi , Van Kouwen , Verdellen, Fleuren, W. Janssen, Kahya, Buikema 46' ( Jacobs), Ofrany, Derksen 78' ( Broers), Soltani |  |
| Stadion: De Adelaarshorst, Deventer Toeschouwers: 5.028 Arbiter: Van Egmond |                 |           |             | Moeliker, Göbel 61' ( Brugge), Schoenmakers , Parnela, Vosselman 80' ( Jongen), Schotman, Knijnenburg, Wissink, Oosthout 61' ( Ax), Ars, Ghoochannejhad | Baart, Ammi , Van Kouwen , Verdellen, Fleuren, W. Janssen, Kahya, Buikema 46' ( Jacobs), Ofrany, Derksen 78' ( Broers), Soltani |  |
| Stadion: De Adelaarshorst, Deventer Toeschouwers: 5.028 Arbiter: Van Egmond |                 |           |             | Moeliker, Göbel 61' ( Brugge), Schoenmakers , Parnela, Vosselman 80' ( Jongen), Schotman, Knijnenburg, Wissink, Oosthout 61' ( Ax), Ars, Ghoochannejhad | Baart, Ammi , Van Kouwen , Verdellen, Fleuren, W. Janssen, Kahya, Buikema 46' ( Jacobs), Ofrany, Derksen 78' ( Broers), Soltani |  |
|                                                                             |                 |           |             | | |  |

Speelronde 33:
| vrijdag 23 maart 2007, 20:00                                             | VVV-Venlo                             | 2-1 (1-0) | BV Veendam  | Opstelling VVV-Venlo | Opstelling BV Veendam |  |
| Stadion: Stadion De Koel, Venlo Toeschouwers: 4.313 Arbiter: Van Sichem  | (pen.) Derksen 11' (pen.) Derksen 64' |           | 55' Hamming | Baart, Ammi , Van Kouwen , Verdellen, Fleuren, W. Janssen, Linssen, Kahya 80' ( Broers), Ofrany, Derksen 71' ( Jacobs), Soltani | Ditewig, Cijntje , Wiekens, Sahetapy 66' ( Buurmeijer), Cruz Vicente , Loohuis, Schaken 79' ( Drent ), De Vriese , Hamming 69' ( Afonso), Lip, Bizimana |  |
| Stadion: Stadion De Koel, Venlo Toeschouwers: 4.313 Arbiter: Van Sichem  |                                       |           |             | Baart, Ammi , Van Kouwen , Verdellen, Fleuren, W. Janssen, Linssen, Kahya 80' ( Broers), Ofrany, Derksen 71' ( Jacobs), Soltani | Ditewig, Cijntje , Wiekens, Sahetapy 66' ( Buurmeijer), Cruz Vicente , Loohuis, Schaken 79' ( Drent ), De Vriese , Hamming 69' ( Afonso), Lip, Bizimana |  |
| Stadion: Stadion De Koel, Venlo Toeschouwers: 4.313 Arbiter: Van Sichem  |                                       |           |             | Baart, Ammi , Van Kouwen , Verdellen, Fleuren, W. Janssen, Linssen, Kahya 80' ( Broers), Ofrany, Derksen 71' ( Jacobs), Soltani | Ditewig, Cijntje , Wiekens, Sahetapy 66' ( Buurmeijer), Cruz Vicente , Loohuis, Schaken 79' ( Drent ), De Vriese , Hamming 69' ( Afonso), Lip, Bizimana |  |
| Bijz.: Veendam-trainer Joop Gall in 82e minuut naar de tribune gestuurd. |                                       |           |             | | |  |

Speelronde 34:
| vrijdag 30 maart 2007, 20:00                                               | Cambuur Leeuwarden    | 2-1 (0-1) | VVV-Venlo  | Opstelling Cambuur Leeuwarden | Opstelling VVV-Venlo |  |
| Stadion: Cambuur Stadion, Leeuwarden Toeschouwers: 2.874 Arbiter: Liesveld | Trommel 54' Brack 72' |           | 6' De Regt | Van der Vlag, Hooijboer, Van Noord, Brack, Trommel 64' ( Van Rooijen), Barakat, Roosenburg, Hofman 77' ( De Wagt), Ketting, Stegeman 73' ( Hoen), Dijkhuizen | Baart, De Regt, Van Kouwen , Verdellen, Fleuren, W. Janssen, Linssen 81' ( Platvoet), Buikema, Ofrany, Derksen 66' ( Gerritsen), Soltani |  |
| Stadion: Cambuur Stadion, Leeuwarden Toeschouwers: 2.874 Arbiter: Liesveld |                       |           |            | Van der Vlag, Hooijboer, Van Noord, Brack, Trommel 64' ( Van Rooijen), Barakat, Roosenburg, Hofman 77' ( De Wagt), Ketting, Stegeman 73' ( Hoen), Dijkhuizen | Baart, De Regt, Van Kouwen , Verdellen, Fleuren, W. Janssen, Linssen 81' ( Platvoet), Buikema, Ofrany, Derksen 66' ( Gerritsen), Soltani |  |
| Stadion: Cambuur Stadion, Leeuwarden Toeschouwers: 2.874 Arbiter: Liesveld |                       |           |            | Van der Vlag, Hooijboer, Van Noord, Brack, Trommel 64' ( Van Rooijen), Barakat, Roosenburg, Hofman 77' ( De Wagt), Ketting, Stegeman 73' ( Hoen), Dijkhuizen | Baart, De Regt, Van Kouwen , Verdellen, Fleuren, W. Janssen, Linssen 81' ( Platvoet), Buikema, Ofrany, Derksen 66' ( Gerritsen), Soltani |  |
|                                                                            |                       |           |            | | |  |

Speelronde 35:
| vrijdag 6 april 2007, 20:00                                                   | FC Eindhoven | 0-5 (0-3) | VVV-Venlo                                                     | Opstelling FC Eindhoven | Opstelling VVV-Venlo |  |
| Stadion: Jan Louwers Stadion, Eindhoven Toeschouwers: 1.302 Arbiter: Makkelie |              |           | 7' Derksen 24' Soltani 29' W. Janssen 67' Soltani 74' Soltani | Duinslaeger, Tahapary, Van der Weerden, De Boer, Kolsi, Becker 68' ( Güngör), Lim-Duan 81' ( Noyen), Peppinck, Aelbrecht, Nelemans, De Meersman | Baart, Ammi, Van Kouwen 76' ( Reekers), Verdellen, Fleuren, W. Janssen 76' ( Gerritsen), Linssen, Buikema, Ofrany, Derksen 76' ( Platvoet), Soltani |  |
| Stadion: Jan Louwers Stadion, Eindhoven Toeschouwers: 1.302 Arbiter: Makkelie |              |           |                                                               | Duinslaeger, Tahapary, Van der Weerden, De Boer, Kolsi, Becker 68' ( Güngör), Lim-Duan 81' ( Noyen), Peppinck, Aelbrecht, Nelemans, De Meersman | Baart, Ammi, Van Kouwen 76' ( Reekers), Verdellen, Fleuren, W. Janssen 76' ( Gerritsen), Linssen, Buikema, Ofrany, Derksen 76' ( Platvoet), Soltani |  |
| Stadion: Jan Louwers Stadion, Eindhoven Toeschouwers: 1.302 Arbiter: Makkelie |              |           |                                                               | Duinslaeger, Tahapary, Van der Weerden, De Boer, Kolsi, Becker 68' ( Güngör), Lim-Duan 81' ( Noyen), Peppinck, Aelbrecht, Nelemans, De Meersman | Baart, Ammi, Van Kouwen 76' ( Reekers), Verdellen, Fleuren, W. Janssen 76' ( Gerritsen), Linssen, Buikema, Ofrany, Derksen 76' ( Platvoet), Soltani |  |
|                                                                               |              |           |                                                               | | |  |

Speelronde 36:
| vrijdag 13 april 2007, 20:00                                            | VVV-Venlo | 0-0 (0-0) | MVV | Opstelling VVV-Venlo | Opstelling MVV |  |
| Stadion: Stadion De Koel, Venlo Toeschouwers: 5.192 Arbiter: Van Dongen |           |           |     | Baart, Ammi, Van Kouwen , Verdellen , Fleuren, W. Janssen 77' ( Platvoet), Linssen, Buikema, Ofrany 86' ( Jacobs), Derksen, Soltani | Van den Ban, Rauw, Tobiasen, Haastrup, Winkens , Siahaija 65' ( Brnčić), Bryssinck, Van Boxel, Gomez , Gommans 86' ( Daemen), Goffin 76' ( Miceli) |  |
| Stadion: Stadion De Koel, Venlo Toeschouwers: 5.192 Arbiter: Van Dongen |           |           |     | Baart, Ammi, Van Kouwen , Verdellen , Fleuren, W. Janssen 77' ( Platvoet), Linssen, Buikema, Ofrany 86' ( Jacobs), Derksen, Soltani | Van den Ban, Rauw, Tobiasen, Haastrup, Winkens , Siahaija 65' ( Brnčić), Bryssinck, Van Boxel, Gomez , Gommans 86' ( Daemen), Goffin 76' ( Miceli) |  |
| Stadion: Stadion De Koel, Venlo Toeschouwers: 5.192 Arbiter: Van Dongen |           |           |     | Baart, Ammi, Van Kouwen , Verdellen , Fleuren, W. Janssen 77' ( Platvoet), Linssen, Buikema, Ofrany 86' ( Jacobs), Derksen, Soltani | Van den Ban, Rauw, Tobiasen, Haastrup, Winkens , Siahaija 65' ( Brnčić), Bryssinck, Van Boxel, Gomez , Gommans 86' ( Daemen), Goffin 76' ( Miceli) |  |
|                                                                         |           |           |     | | |  |

Speelronde 37:
| vrijdag 20 april 2007, 20:00                                            | VVV-Venlo                  | 2-1 (1-0) | TOP Oss    | Opstelling VVV-Venlo | Opstelling TOP Oss |  |
| Stadion: Stadion De Koel, Venlo Toeschouwers: 4.653 Arbiter: Van Meenen | Derksen 23' W. Janssen 78' |           | 90' Quekel | Baart, Ammi, Van Kouwen , Verdellen, Fleuren, W. Janssen, Linssen 90' ( Reekers), Buikema, Ofrany, Derksen 85' ( Platvoet), Soltani 49' ( Jacobs) | De Vogt, Ripson, Kazlauskas , Van Dalen 46' ( Faria), Van Hintum, Schoofs , Zafarin, Brard, Van Galen 81' ( Rook), Rosalia, Prent 46' ( Quekel ) |  |
| Stadion: Stadion De Koel, Venlo Toeschouwers: 4.653 Arbiter: Van Meenen |                            |           |            | Baart, Ammi, Van Kouwen , Verdellen, Fleuren, W. Janssen, Linssen 90' ( Reekers), Buikema, Ofrany, Derksen 85' ( Platvoet), Soltani 49' ( Jacobs) | De Vogt, Ripson, Kazlauskas , Van Dalen 46' ( Faria), Van Hintum, Schoofs , Zafarin, Brard, Van Galen 81' ( Rook), Rosalia, Prent 46' ( Quekel ) |  |
| Stadion: Stadion De Koel, Venlo Toeschouwers: 4.653 Arbiter: Van Meenen |                            |           |            | Baart, Ammi, Van Kouwen , Verdellen, Fleuren, W. Janssen, Linssen 90' ( Reekers), Buikema, Ofrany, Derksen 85' ( Platvoet), Soltani 49' ( Jacobs) | De Vogt, Ripson, Kazlauskas , Van Dalen 46' ( Faria), Van Hintum, Schoofs , Zafarin, Brard, Van Galen 81' ( Rook), Rosalia, Prent 46' ( Quekel ) |  |
|                                                                         |                            |           |            | | |  |

Speelronde 38:
| vrijdag 27 april 2007, 20:00                                             | FC Emmen     | 1-2 (1-0) | VVV-Venlo                           | Opstelling FC Emmen | Opstelling VVV-Venlo |  |
| Stadion: Univé Stadion, Emmen Toeschouwers: 5.211 Arbiter: Van der Roest | Van Dijk 30' |           | 57' Zimmerman (e.d.) 78' W. Janssen | Van Westerop, Bevaart , Wolters 68' ( Weerman), Karreman, Zimmerman, Schepers, El Khalifi 67' ( Valjejev), Veldmate, Van Dijk 68' ( Mghizrat), Stroeve, Verwey | Baart, Ammi, Reekers, Verdellen, Fleuren, W. Janssen, Van Kouwen , Kahya 56' ( Buikema), Kantelberg 79' ( Jacobs), Ofrany, Soltani 56' ( Derksen) |  |
| Stadion: Univé Stadion, Emmen Toeschouwers: 5.211 Arbiter: Van der Roest |              |           |                                     | Van Westerop, Bevaart , Wolters 68' ( Weerman), Karreman, Zimmerman, Schepers, El Khalifi 67' ( Valjejev), Veldmate, Van Dijk 68' ( Mghizrat), Stroeve, Verwey | Baart, Ammi, Reekers, Verdellen, Fleuren, W. Janssen, Van Kouwen , Kahya 56' ( Buikema), Kantelberg 79' ( Jacobs), Ofrany, Soltani 56' ( Derksen) |  |
| Stadion: Univé Stadion, Emmen Toeschouwers: 5.211 Arbiter: Van der Roest |              |           |                                     | Van Westerop, Bevaart , Wolters 68' ( Weerman), Karreman, Zimmerman, Schepers, El Khalifi 67' ( Valjejev), Veldmate, Van Dijk 68' ( Mghizrat), Stroeve, Verwey | Baart, Ammi, Reekers, Verdellen, Fleuren, W. Janssen, Van Kouwen , Kahya 56' ( Buikema), Kantelberg 79' ( Jacobs), Ofrany, Soltani 56' ( Derksen) |  |
|                                                                          |              |           |                                     | | |  |

### KNVB beker
Tweede ronde:
| dinsdag 19 september 2006, 20:00                                           | De Graafschap                  | 3-1 (1-0) | VVV-Venlo      | Opstelling De Graafschap | Opstelling VVV-Venlo |  |
| Stadion: De Vijverberg, Doetinchem Toeschouwers: 2.904 Arbiter: Van Egmond | Powel 43' Schöne 85' Powel 90' |           | 74' Van Kouwen | Lenting, Bot, Hese, Volmer 56' ( Bus), Van Peppen , Meijer, Schöne, Van den Ouweland 77' ( Bloemendaal), Powel, Van Beukering 90' ( Peters), Robbemond | Baart, Ammi, Van Kouwen , Verdellen , Fleuren, W. Janssen, Linssen 79' ( Luizinho), Buikema 79' ( Kahya), Ofrany, Broers, Soltani 88' ( Derksen) |  |
| Stadion: De Vijverberg, Doetinchem Toeschouwers: 2.904 Arbiter: Van Egmond |                                |           |                | Lenting, Bot, Hese, Volmer 56' ( Bus), Van Peppen , Meijer, Schöne, Van den Ouweland 77' ( Bloemendaal), Powel, Van Beukering 90' ( Peters), Robbemond | Baart, Ammi, Van Kouwen , Verdellen , Fleuren, W. Janssen, Linssen 79' ( Luizinho), Buikema 79' ( Kahya), Ofrany, Broers, Soltani 88' ( Derksen) |  |
| Stadion: De Vijverberg, Doetinchem Toeschouwers: 2.904 Arbiter: Van Egmond |                                |           |                | Lenting, Bot, Hese, Volmer 56' ( Bus), Van Peppen , Meijer, Schöne, Van den Ouweland 77' ( Bloemendaal), Powel, Van Beukering 90' ( Peters), Robbemond | Baart, Ammi, Van Kouwen , Verdellen , Fleuren, W. Janssen, Linssen 79' ( Luizinho), Buikema 79' ( Kahya), Ofrany, Broers, Soltani 88' ( Derksen) |  |
| Bijz.: De Graaschap door naar volgende ronde, VVV uitgeschakeld.           |                                |           |                | | |  |

### Play-offs
Tweede ronde heenwedstrijd:
| woensdag 9 mei 2007, 20:00                                                           | FC Den Bosch | 1-2 (1-1) | VVV-Venlo              | Opstelling FC Den Bosch | Opstelling VVV-Venlo |  |
| Stadion: Stadion De Vliert, 's-Hertogenbosch Toeschouwers: 5.301 Arbiter: Van Dongen | Lurling 11'  |           | 4' Soltani 48' Derksen | Mäenpää, Maguire, Uneken , Van den Berg 55' ( Van der Biezen), Rimkus, Beekmans, Lurling 38', Ten Heuvel 61' ( Pinto), Haemhouts, Demouge, Bechan 71' ( Wau) | Baart, Ammi 50' ( De Regt , 90'), Van Kouwen , Verdellen, Fleuren, W. Janssen, Linssen 90' ( Kahya), Buikema, Ofrany, Derksen 64' ( Kantelberg), Soltani |  |
| Stadion: Stadion De Vliert, 's-Hertogenbosch Toeschouwers: 5.301 Arbiter: Van Dongen |              |           |                        | Mäenpää, Maguire, Uneken , Van den Berg 55' ( Van der Biezen), Rimkus, Beekmans, Lurling 38', Ten Heuvel 61' ( Pinto), Haemhouts, Demouge, Bechan 71' ( Wau) | Baart, Ammi 50' ( De Regt , 90'), Van Kouwen , Verdellen, Fleuren, W. Janssen, Linssen 90' ( Kahya), Buikema, Ofrany, Derksen 64' ( Kantelberg), Soltani |  |
| Stadion: Stadion De Vliert, 's-Hertogenbosch Toeschouwers: 5.301 Arbiter: Van Dongen |              |           |                        | Mäenpää, Maguire, Uneken , Van den Berg 55' ( Van der Biezen), Rimkus, Beekmans, Lurling 38', Ten Heuvel 61' ( Pinto), Haemhouts, Demouge, Bechan 71' ( Wau) | Baart, Ammi 50' ( De Regt , 90'), Van Kouwen , Verdellen, Fleuren, W. Janssen, Linssen 90' ( Kahya), Buikema, Ofrany, Derksen 64' ( Kantelberg), Soltani |  |
| Bijz.: FC Den Bosch-trainer Theo Bos in 39e minuut naar de tribune gestuurd.         |              |           |                        | | |  |

Tweede ronde terugwedstrijd:
| zaterdag 12 mei 2007, 19:30                                         | VVV-Venlo | 0-1 (0-1) | FC Den Bosch | Opstelling VVV-Venlo | Opstelling FC Den Bosch |  |
| Stadion: Stadion De Koel, Venlo Toeschouwers: 5.566 Arbiter: Luinge |           |           | 27' Demouge  | Baart, Ammi, Van Kouwen , Verdellen, Fleuren, W. Janssen, Linssen, Buikema 60' ( Kantelberg), Ofrany 90' ( Willemse), Derksen, Soltani 72' ( Jacobs ) | Mäenpää, Pinto, Uneken, Van den Berg, Rimkus , 48', Beekmans, Haemhouts, Maguire, Wau 50' ( Peters ), Demouge 75' ( Van der Biezen), Bechan 63' ( Ten Heuvel) |  |
| Stadion: Stadion De Koel, Venlo Toeschouwers: 5.566 Arbiter: Luinge |           |           |              | Baart, Ammi, Van Kouwen , Verdellen, Fleuren, W. Janssen, Linssen, Buikema 60' ( Kantelberg), Ofrany 90' ( Willemse), Derksen, Soltani 72' ( Jacobs ) | Mäenpää, Pinto, Uneken, Van den Berg, Rimkus , 48', Beekmans, Haemhouts, Maguire, Wau 50' ( Peters ), Demouge 75' ( Van der Biezen), Bechan 63' ( Ten Heuvel) |  |
| Stadion: Stadion De Koel, Venlo Toeschouwers: 5.566 Arbiter: Luinge |           |           |              | Baart, Ammi, Van Kouwen , Verdellen, Fleuren, W. Janssen, Linssen, Buikema 60' ( Kantelberg), Ofrany 90' ( Willemse), Derksen, Soltani 72' ( Jacobs ) | Mäenpää, Pinto, Uneken, Van den Berg, Rimkus , 48', Beekmans, Haemhouts, Maguire, Wau 50' ( Peters ), Demouge 75' ( Van der Biezen), Bechan 63' ( Ten Heuvel) |  |
|                                                                     |           |           |              | | |  |

Tweede ronde beslissingswedstrijd:
| donderdag 17 mei 2007, 14:30                                           | VVV-Venlo   | 1-0 (0-0) | FC Den Bosch | Opstelling VVV-Venlo | Opstelling FC Den Bosch |  |
| Stadion: Stadion De Koel, Venlo Toeschouwers: 5.612 Arbiter: Haverkort | Soltani 80' |           |              | Baart, Ammi , Van Kouwen , Verdellen, Fleuren, W. Janssen , Linssen, Kantelberg 86' ( Kahya), Ofrany 66' ( Buikema), Derksen 82' ( Broers), Soltani | Mäenpää, Pinto 86' ( Leitoe), Uneken, Van den Berg 82' ( Van der Biezen), Peters , Beekmans, Wau 62' ( Bechan), Maguire, Haemhouts, Ten Heuvel, Demouge |  |
| Stadion: Stadion De Koel, Venlo Toeschouwers: 5.612 Arbiter: Haverkort |             |           |              | Baart, Ammi , Van Kouwen , Verdellen, Fleuren, W. Janssen , Linssen, Kantelberg 86' ( Kahya), Ofrany 66' ( Buikema), Derksen 82' ( Broers), Soltani | Mäenpää, Pinto 86' ( Leitoe), Uneken, Van den Berg 82' ( Van der Biezen), Peters , Beekmans, Wau 62' ( Bechan), Maguire, Haemhouts, Ten Heuvel, Demouge |  |
| Stadion: Stadion De Koel, Venlo Toeschouwers: 5.612 Arbiter: Haverkort |             |           |              | Baart, Ammi , Van Kouwen , Verdellen, Fleuren, W. Janssen , Linssen, Kantelberg 86' ( Kahya), Ofrany 66' ( Buikema), Derksen 82' ( Broers), Soltani | Mäenpää, Pinto 86' ( Leitoe), Uneken, Van den Berg 82' ( Van der Biezen), Peters , Beekmans, Wau 62' ( Bechan), Maguire, Haemhouts, Ten Heuvel, Demouge |  |
| Bijz.: VVV door naar volgende ronde, FC Den Bosch uitgeschakeld.       |             |           |              | | |  |

Derde ronde heenwedstrijd:
| zondag 20 mei 2007, 14:30                                            | VVV-Venlo                       | 2-0 (1-0) | RKC Waalwijk | Opstelling VVV-Venlo | Opstelling RKC Waalwijk |  |
| Stadion: Stadion De Koel, Venlo Toeschouwers: 5.946 Arbiter: Nijhuis | (pen.) Derksen 44' Platvoet 88' |           |              | Baart, Ammi, Van Kouwen , Verdellen, Fleuren, W. Janssen, Linssen, Kantelberg 81' ( Platvoet), Ofrany 87' ( Broers), Derksen 64' ( Buikema), Soltani | Lemmens, Van Diemen , Koenders, Vertonghen, Van Haaren 79' ( Fung a Wing), D. Mulder 46' ( Van de Haar), Obodai, Fuchs, De Ceulaer, Janssen, Sektioui 46' ( Van den Bergh) |  |
| Stadion: Stadion De Koel, Venlo Toeschouwers: 5.946 Arbiter: Nijhuis |                                 |           |              | Baart, Ammi, Van Kouwen , Verdellen, Fleuren, W. Janssen, Linssen, Kantelberg 81' ( Platvoet), Ofrany 87' ( Broers), Derksen 64' ( Buikema), Soltani | Lemmens, Van Diemen , Koenders, Vertonghen, Van Haaren 79' ( Fung a Wing), D. Mulder 46' ( Van de Haar), Obodai, Fuchs, De Ceulaer, Janssen, Sektioui 46' ( Van den Bergh) |  |
| Stadion: Stadion De Koel, Venlo Toeschouwers: 5.946 Arbiter: Nijhuis |                                 |           |              | Baart, Ammi, Van Kouwen , Verdellen, Fleuren, W. Janssen, Linssen, Kantelberg 81' ( Platvoet), Ofrany 87' ( Broers), Derksen 64' ( Buikema), Soltani | Lemmens, Van Diemen , Koenders, Vertonghen, Van Haaren 79' ( Fung a Wing), D. Mulder 46' ( Van de Haar), Obodai, Fuchs, De Ceulaer, Janssen, Sektioui 46' ( Van den Bergh) |  |
|                                                                      |                                 |           |              | | |  |

Derde ronde terugwedstrijd:
| donderdag 24 mei 2007, 20:00                                               | RKC Waalwijk  | 1-0 (1-0) | VVV-Venlo | Opstelling RKC Waalwijk | Opstelling VVV-Venlo |  |
| Stadion: Mandemakers Stadion, Waalwijk Toeschouwers: 6.100 Arbiter: Bossen | T. Janssen 4' |           |           | Lemmens, Van Diemen, Koenders, Vertonghen, Fung a Wing, Obodai, Fuchs 79' ( Bakens), Van den Bergh , De Ceulaer 62' ( Garcia), Van de Haar, Janssen 74' ( Vink) | Baart, Ammi, Van Kouwen , Verdellen, Fleuren, W. Janssen , Linssen 45' ( Kahya), Buikema 81' ( Broers ), Kantelberg, Derksen 52' ( Platvoet), Soltani |  |
| Stadion: Mandemakers Stadion, Waalwijk Toeschouwers: 6.100 Arbiter: Bossen |               |           |           | Lemmens, Van Diemen, Koenders, Vertonghen, Fung a Wing, Obodai, Fuchs 79' ( Bakens), Van den Bergh , De Ceulaer 62' ( Garcia), Van de Haar, Janssen 74' ( Vink) | Baart, Ammi, Van Kouwen , Verdellen, Fleuren, W. Janssen , Linssen 45' ( Kahya), Buikema 81' ( Broers ), Kantelberg, Derksen 52' ( Platvoet), Soltani |  |
| Stadion: Mandemakers Stadion, Waalwijk Toeschouwers: 6.100 Arbiter: Bossen |               |           |           | Lemmens, Van Diemen, Koenders, Vertonghen, Fung a Wing, Obodai, Fuchs 79' ( Bakens), Van den Bergh , De Ceulaer 62' ( Garcia), Van de Haar, Janssen 74' ( Vink) | Baart, Ammi, Van Kouwen , Verdellen, Fleuren, W. Janssen , Linssen 45' ( Kahya), Buikema 81' ( Broers ), Kantelberg, Derksen 52' ( Platvoet), Soltani |  |
|                                                                            |               |           |           | | |  |

Derde ronde beslissingswedstrijd:
| zondag 27 mei 2007, 14:30                                             | VVV-Venlo                                | 3-0 (2-0) | RKC Waalwijk | Opstelling VVV-Venlo | Opstelling RKC Waalwijk |  |
| Stadion: Stadion De Koel, Venlo Toeschouwers: 6.000 Arbiter: Wegereef | Van Kouwen 3' Kantelberg 29' Derksen 89' |           |              | Baart, Ammi, Van Kouwen , Verdellen 69' ( Reekers), Fleuren, Kantelberg, Kahya 73' ( Broers), Buikema, Ofrany 65' ( Jacobs), Derksen, Soltani | Lemmens, Van Diemen, Koenders , Vertonghen , Fung a Wing, Obodai, Fuchs 34' ( Bakens), Van den Bergh 65' ( Sektioui), De Ceulaer , Van de Haar 46' ( Vink), Janssen |  |
| Stadion: Stadion De Koel, Venlo Toeschouwers: 6.000 Arbiter: Wegereef |                                          |           |              | Baart, Ammi, Van Kouwen , Verdellen 69' ( Reekers), Fleuren, Kantelberg, Kahya 73' ( Broers), Buikema, Ofrany 65' ( Jacobs), Derksen, Soltani | Lemmens, Van Diemen, Koenders , Vertonghen , Fung a Wing, Obodai, Fuchs 34' ( Bakens), Van den Bergh 65' ( Sektioui), De Ceulaer , Van de Haar 46' ( Vink), Janssen |  |
| Stadion: Stadion De Koel, Venlo Toeschouwers: 6.000 Arbiter: Wegereef |                                          |           |              | Baart, Ammi, Van Kouwen , Verdellen 69' ( Reekers), Fleuren, Kantelberg, Kahya 73' ( Broers), Buikema, Ofrany 65' ( Jacobs), Derksen, Soltani | Lemmens, Van Diemen, Koenders , Vertonghen , Fung a Wing, Obodai, Fuchs 34' ( Bakens), Van den Bergh 65' ( Sektioui), De Ceulaer , Van de Haar 46' ( Vink), Janssen |  |
| Bijz.: VVV promoveert, RKC degradeert.                                |                                          |           |              | | |  |

## Eindstand
| №  | Club                | WG | W  | G  | V  | DV | DT | +/– | Punten |
| -- | ------------------- | -- | -- | -- | -- | -- | -- | --- | ------ |
|    | De Graafschap       | 38 | 25 | 8  | 5  | 87 | 41 | +46 | 83     |
| 2  | VVV-Venlo           | 38 | 21 | 8  | 9  | 64 | 44 | +20 | 71     |
| 3  | RBC Roosendaal      | 38 | 20 | 10 | 8  | 82 | 44 | +38 | 70     |
| 4  | FC Volendam         | 38 | 19 | 11 | 8  | 65 | 40 | +25 | 68     |
| 5  | FC Den Bosch        | 38 | 20 | 8  | 10 | 65 | 43 | +22 | 68     |
| 6  | FC Dordrecht        | 38 | 20 | 7  | 11 | 76 | 49 | +27 | 67     |
| 7  | Go Ahead Eagles     | 38 | 16 | 9  | 13 | 56 | 51 | +5  | 57     |
| 8  | BV Veendam          | 38 | 14 | 13 | 11 | 57 | 49 | +8  | 55     |
| 9  | FC Zwolle           | 38 | 14 | 11 | 13 | 66 | 51 | +15 | 53     |
| 10 | Stormvogels Telstar | 38 | 14 | 6  | 18 | 61 | 61 | 0   | 48     |
| 11 | FC Emmen            | 38 | 13 | 9  | 16 | 59 | 65 | –6  | 48     |
| 12 | Cambuur Leeuwarden  | 38 | 13 | 8  | 17 | 44 | 57 | –13 | 47     |
| 13 | MVV                 | 38 | 11 | 13 | 14 | 49 | 51 | –2  | 46     |
| 14 | HFC Haarlem         | 38 | 10 | 13 | 15 | 43 | 57 | –14 | 43     |
| 15 | Fortuna Sittard     | 38 | 12 | 7  | 19 | 38 | 57 | –19 | 43     |
| 16 | FC Omniworld        | 38 | 11 | 8  | 19 | 55 | 82 | –27 | 41     |
| 17 | TOP Oss             | 38 | 11 | 7  | 20 | 59 | 78 | –19 | 40     |
| 18 | Helmond Sport       | 38 | 8  | 12 | 18 | 40 | 76 | –36 | 36     |
| 19 | FC Eindhoven        | 38 | 7  | 12 | 19 | 47 | 80 | –33 | 33     |
| 20 | AGOVV Apeldoorn     | 38 | 7  | 8  | 23 | 42 | 79 | –37 | 29     |

## Oefenwedstrijden

### Voorbereiding
| woensdag 12 juli 2006, 19:00                                                 | SC Irene | 0-10 (0-6) | VVV-Venlo | Opstelling SC Irene | Opstelling VVV-Venlo |
| Stadion: Sportpark "De Bakenbos", Tegelen Toeschouwers: 700 Arbiter: Janssen |          |            | 17' W. Janssen 20' Derksen 29' W. Janssen 33' W. Janssen 39' Ofrany 44' W. Janssen 57' Jacobs 63' Jacobs 76' Soltani 88' Akrom |                     |                      |
| Stadion: Sportpark "De Bakenbos", Tegelen Toeschouwers: 700 Arbiter: Janssen |          |            | |                     |                      |
| Stadion: Sportpark "De Bakenbos", Tegelen Toeschouwers: 700 Arbiter: Janssen |          |            | |                     |                      |
|                                                                              |          |            | |                     |                      |

| zaterdag 15 juli 2006, 18:00                                            | VOS | 0-9 (0-5) | VVV-Venlo                                                                                                   | Opstelling VOS | Opstelling VVV-Venlo |
| Stadion: Sportpark "Merelweg", Venlo Toeschouwers: 500 Arbiter: Engelen |     |           | 8' Ofrany 15' W. Janssen 42' Akrom 43' Ofrany 45' De Regt 52' Soltani 82' Derksen 83' Gerritsen 88' Soltani |                | Varkevisser 46' ( Baart), Ammi 46' ( R. Janssen), Van Kouwen 46' ( Verdellen), Lenders 46' ( Linssen), Fleuren 46' ( Broers), De Regt 46' ( Kahya), Ofrany, Kantelberg 46' ( Luizinho), Akrom 46' ( Soltani), W. Janssen 46' ( Derksen), Jacobs 46' ( Gerritsen) |
| Stadion: Sportpark "Merelweg", Venlo Toeschouwers: 500 Arbiter: Engelen |     |           | |                | Varkevisser 46' ( Baart), Ammi 46' ( R. Janssen), Van Kouwen 46' ( Verdellen), Lenders 46' ( Linssen), Fleuren 46' ( Broers), De Regt 46' ( Kahya), Ofrany, Kantelberg 46' ( Luizinho), Akrom 46' ( Soltani), W. Janssen 46' ( Derksen), Jacobs 46' ( Gerritsen) |
| Stadion: Sportpark "Merelweg", Venlo Toeschouwers: 500 Arbiter: Engelen |     |           | |                | Varkevisser 46' ( Baart), Ammi 46' ( R. Janssen), Van Kouwen 46' ( Verdellen), Lenders 46' ( Linssen), Fleuren 46' ( Broers), De Regt 46' ( Kahya), Ofrany, Kantelberg 46' ( Luizinho), Akrom 46' ( Soltani), W. Janssen 46' ( Derksen), Jacobs 46' ( Gerritsen) |
|                                                                         |     |           | |                | |

| woensdag 19 juli 2006, 19:30                                              | SV Blerick | 0-11 (0-6) | VVV-Venlo | Opstelling SV Blerick | Opstelling VVV-Venlo |
| Stadion: Sportpark "'t Saorbrook", Blerick Toeschouwers: 700 Arbiter: Cox |            |            | 8' Soltani 13' Hughes 23' W. Janssen 31' Gubbels (e.d.) 34' W. Janssen 36' Hughes 64' Jacobs (pen.) 75' Gerritsen (pen.) 85' Kahya (pen.) 86' Gerritsen 90' Kahya |                       | Baart 46' ( Varkevisser), Ammi 46' ( R. Janssen), Van Kouwen 46' ( Marilia), Verdellen 46' ( Lenders), Fleuren 46' ( Broers), Linssen 46' ( Kahya), W. Janssen 46' ( De Regt), Kantelberg 46' ( Luizinho), Hughes 46' ( Akrom), Derksen 46' ( Jacobs), Soltani 46' ( Gerritsen) |
| Stadion: Sportpark "'t Saorbrook", Blerick Toeschouwers: 700 Arbiter: Cox |            |            | |                       | Baart 46' ( Varkevisser), Ammi 46' ( R. Janssen), Van Kouwen 46' ( Marilia), Verdellen 46' ( Lenders), Fleuren 46' ( Broers), Linssen 46' ( Kahya), W. Janssen 46' ( De Regt), Kantelberg 46' ( Luizinho), Hughes 46' ( Akrom), Derksen 46' ( Jacobs), Soltani 46' ( Gerritsen) |
| Stadion: Sportpark "'t Saorbrook", Blerick Toeschouwers: 700 Arbiter: Cox |            |            | |                       | Baart 46' ( Varkevisser), Ammi 46' ( R. Janssen), Van Kouwen 46' ( Marilia), Verdellen 46' ( Lenders), Fleuren 46' ( Broers), Linssen 46' ( Kahya), W. Janssen 46' ( De Regt), Kantelberg 46' ( Luizinho), Hughes 46' ( Akrom), Derksen 46' ( Jacobs), Soltani 46' ( Gerritsen) |
|                                                                           |            |            | |                       | |

| zaterdag 22 juli 2006, 18:00                                            | VVV-Venlo                     | 2-1 (2-1) | Borussia Mönchengladbach | Opstelling VVV-Venlo | Opstelling Borussia Mönchengladbach |  |
| Stadion: Stadion De Koel, Venlo Toeschouwers: 4.500 Arbiter: Van Sichem | Kantelberg 18' Kantelberg 21' |           | 10' Delura               | Baart, Ammi, Van Kouwen 79' ( Broers), Verdellen 55' ( Marilia), Fleuren, W. Janssen 55' ( Kahya), Linssen, Kantelberg 57' ( Luizinho), Zongo 70' ( Ofrany), Derksen 55' ( Hughes), Soltani 67' ( Jacobs) | Keller, Bøgelund 46' ( Fukal), Svensson 83' ( Levels), Zé António 83' ( Strasser), Daems, Thijs 46' ( El Fakiri), Polanski , Degen 67' ( Kirch), Kluge 46' ( Compper), Delura 74' ( Rafael), Svěrkoš 67' ( Kahê) |  |
| Stadion: Stadion De Koel, Venlo Toeschouwers: 4.500 Arbiter: Van Sichem |                               |           |                          | Baart, Ammi, Van Kouwen 79' ( Broers), Verdellen 55' ( Marilia), Fleuren, W. Janssen 55' ( Kahya), Linssen, Kantelberg 57' ( Luizinho), Zongo 70' ( Ofrany), Derksen 55' ( Hughes), Soltani 67' ( Jacobs) | Keller, Bøgelund 46' ( Fukal), Svensson 83' ( Levels), Zé António 83' ( Strasser), Daems, Thijs 46' ( El Fakiri), Polanski , Degen 67' ( Kirch), Kluge 46' ( Compper), Delura 74' ( Rafael), Svěrkoš 67' ( Kahê) |  |
| Stadion: Stadion De Koel, Venlo Toeschouwers: 4.500 Arbiter: Van Sichem |                               |           |                          | Baart, Ammi, Van Kouwen 79' ( Broers), Verdellen 55' ( Marilia), Fleuren, W. Janssen 55' ( Kahya), Linssen, Kantelberg 57' ( Luizinho), Zongo 70' ( Ofrany), Derksen 55' ( Hughes), Soltani 67' ( Jacobs) | Keller, Bøgelund 46' ( Fukal), Svensson 83' ( Levels), Zé António 83' ( Strasser), Daems, Thijs 46' ( El Fakiri), Polanski , Degen 67' ( Kirch), Kluge 46' ( Compper), Delura 74' ( Rafael), Svěrkoš 67' ( Kahê) |  |
| Bijz.: 3e editie Herman Teeuwen Memorial.                               |                               |           |                          | | |  |

| woensdag 26 juli 2006, 19:00                                                  | VVV-Venlo  | 1-2 (0-2) | Hapoel Kfar Saba           | Opstelling VVV-Venlo | Opstelling Hapoel Kfar Saba |
| Stadion: Sportpark "Dijckerhof", Reuver Toeschouwers: 550 Arbiter: Van Boekel | Jacobs 70' |           | 11' Israilevich 21' Duarte |                      |                             |
| Stadion: Sportpark "Dijckerhof", Reuver Toeschouwers: 550 Arbiter: Van Boekel |            |           |                            |                      |                             |
| Stadion: Sportpark "Dijckerhof", Reuver Toeschouwers: 550 Arbiter: Van Boekel |            |           |                            |                      |                             |
|                                                                               |            |           |                            |                      |                             |

| vrijdag 28 juli 2006, 19:00                                                          | Wuppertaler SV | 1-0 (0-0) | VVV-Venlo | Opstelling Wuppertaler SV | Opstelling VVV-Venlo |  |
| Stadion: Stadion am Zoo, Wuppertal Toeschouwers: 1.106 Arbiter: Bandurski, Duitsland | Manno 58'      |           |           | Maly, Schaffrath, Litjens 85' ( Wiwerink), Mehnert, Malura, Lejan, Stuckmann, Rietpietsch 79' ( Zaskoku), Oslislo, Heinzmann 71' ( Siberie), Manno 84' ( Gensler) | Varkevisser, Ammi 52' ( W. Janssen), Verdellen, Broers 65' ( Fleuren), Marilia , Kahya 76' ( R. Janssen ), Van Kouwen , Luizinho 70' ( Kantelberg), Soltani, Derksen 76' ( Ofrany), Jacobs |  |
| Stadion: Stadion am Zoo, Wuppertal Toeschouwers: 1.106 Arbiter: Bandurski, Duitsland |                |           |           | Maly, Schaffrath, Litjens 85' ( Wiwerink), Mehnert, Malura, Lejan, Stuckmann, Rietpietsch 79' ( Zaskoku), Oslislo, Heinzmann 71' ( Siberie), Manno 84' ( Gensler) | Varkevisser, Ammi 52' ( W. Janssen), Verdellen, Broers 65' ( Fleuren), Marilia , Kahya 76' ( R. Janssen ), Van Kouwen , Luizinho 70' ( Kantelberg), Soltani, Derksen 76' ( Ofrany), Jacobs |  |
| Stadion: Stadion am Zoo, Wuppertal Toeschouwers: 1.106 Arbiter: Bandurski, Duitsland |                |           |           | Maly, Schaffrath, Litjens 85' ( Wiwerink), Mehnert, Malura, Lejan, Stuckmann, Rietpietsch 79' ( Zaskoku), Oslislo, Heinzmann 71' ( Siberie), Manno 84' ( Gensler) | Varkevisser, Ammi 52' ( W. Janssen), Verdellen, Broers 65' ( Fleuren), Marilia , Kahya 76' ( R. Janssen ), Van Kouwen , Luizinho 70' ( Kantelberg), Soltani, Derksen 76' ( Ofrany), Jacobs |  |
|                                                                                      |                |           |           | | |  |

| woensdag 2 augustus 2006, 19:30                                       | VVV-Venlo | 1-3 (1-1) | Vitesse                             | Opstelling VVV-Venlo | Opstelling Vitesse |  |
| Stadion: Stadion De Koel, Venlo Toeschouwers: 2.180 Arbiter: Liesveld | Ofrany 6' |           | 40' Lazović 60' Knol 74' T. Janssen | Varkevisser, Ammi, Van Kouwen , Verdellen, Fleuren, W. Janssen, Linssen, Kantelberg, Ofrany, Soltani 66' ( Kahya), Jacobs 64' ( Zongo) | Wapenaar, Swerts 46' ( Verhaegh), Sprockel 82' ( Fränkel), Knol, Blondelle, Rojer 46' ( Junker ), Van der Schaaf 75' ( Knopper), Janssen 86' ( De Meersman), Hersi, Benson 34' ( Due), Lazović |  |
| Stadion: Stadion De Koel, Venlo Toeschouwers: 2.180 Arbiter: Liesveld |           |           |                                     | Varkevisser, Ammi, Van Kouwen , Verdellen, Fleuren, W. Janssen, Linssen, Kantelberg, Ofrany, Soltani 66' ( Kahya), Jacobs 64' ( Zongo) | Wapenaar, Swerts 46' ( Verhaegh), Sprockel 82' ( Fränkel), Knol, Blondelle, Rojer 46' ( Junker ), Van der Schaaf 75' ( Knopper), Janssen 86' ( De Meersman), Hersi, Benson 34' ( Due), Lazović |  |
| Stadion: Stadion De Koel, Venlo Toeschouwers: 2.180 Arbiter: Liesveld |           |           |                                     | Varkevisser, Ammi, Van Kouwen , Verdellen, Fleuren, W. Janssen, Linssen, Kantelberg, Ofrany, Soltani 66' ( Kahya), Jacobs 64' ( Zongo) | Wapenaar, Swerts 46' ( Verhaegh), Sprockel 82' ( Fränkel), Knol, Blondelle, Rojer 46' ( Junker ), Van der Schaaf 75' ( Knopper), Janssen 86' ( De Meersman), Hersi, Benson 34' ( Due), Lazović |  |
|                                                                       |           |           |                                     | | |  |

| zaterdag 5 augustus 2006, 18:00                                                                       | SC Union Nettetal | 0-1 (0-0) | VVV-Venlo    | Opstelling SC Union Nettetal | Opstelling VVV-Venlo                                                                                                   |
| Stadion: Christian-Rötzel-Kampfbahn, Nettetal-Breyell Toeschouwers: 400 Arbiter: Inderhees, Duitsland |                   |           | 85' Luizinho |                              | Baart, Lenders, Kahya, Marilia, Broers , 41', R. Janssen, Gerritsen, Luizinho, Akrom , Derksen, Soltani 58' ( Fleuren) |
| Stadion: Christian-Rötzel-Kampfbahn, Nettetal-Breyell Toeschouwers: 400 Arbiter: Inderhees, Duitsland |                   |           |              |                              | Baart, Lenders, Kahya, Marilia, Broers , 41', R. Janssen, Gerritsen, Luizinho, Akrom , Derksen, Soltani 58' ( Fleuren) |
| Stadion: Christian-Rötzel-Kampfbahn, Nettetal-Breyell Toeschouwers: 400 Arbiter: Inderhees, Duitsland |                   |           |              |                              | Baart, Lenders, Kahya, Marilia, Broers , 41', R. Janssen, Gerritsen, Luizinho, Akrom , Derksen, Soltani 58' ( Fleuren) |
| |                   |           |              |                              | |

### Tijdens het seizoen
| dinsdag 17 oktober 2006, 19:00                                     | VVV-Venlo      | 1-1 (0-0) | EVV                                | Opstelling VVV-Venlo | Opstelling EVV |
| Stadion: Stadion De Koel, Venlo Toeschouwers: 500 Arbiter: Bexkens | Kantelberg 49' |           | 55' (pen.) Timmermans 69' Klinkers |                      |                |
| Stadion: Stadion De Koel, Venlo Toeschouwers: 500 Arbiter: Bexkens |                |           |                                    |                      |                |
| Stadion: Stadion De Koel, Venlo Toeschouwers: 500 Arbiter: Bexkens |                |           |                                    |                      |                |
| Bijz.: 2 × 35 minuten. Prince Rajcomar op proef.                   |                |           |                                    |                      |                |

| donderdag 4 januari 2007, 19:30                                        | HVV                           | 2-4 (0-2) | VVV-Venlo                                         | Opstelling HVV | Opstelling VVV-Venlo |
| Stadion: De Diepput, 's-Gravenhage Toeschouwers: 50                    | Engelkamp 57' Van der Gun 59' |           | 16' Derksen 21' Derksen 37' Hughes 42' Kantelberg |                | Baart 31' ( Decker), Ammi 31' ( De Regt), El Moussaoui, Verdellen 31' ( Lenders), Fleuren 31' ( Broers), Linssen 31' ( Kahya), W. Janssen 31' ( Watson), Buikema 31' ( Kantelberg), Soltani 31' ( Hughes), Derksen 31' ( Rajcomar), Ofrany 31' ( Luizinho) |
| Stadion: De Diepput, 's-Gravenhage Toeschouwers: 50                    |                               |           |                                                   |                | Baart 31' ( Decker), Ammi 31' ( De Regt), El Moussaoui, Verdellen 31' ( Lenders), Fleuren 31' ( Broers), Linssen 31' ( Kahya), W. Janssen 31' ( Watson), Buikema 31' ( Kantelberg), Soltani 31' ( Hughes), Derksen 31' ( Rajcomar), Ofrany 31' ( Luizinho) |
| Stadion: De Diepput, 's-Gravenhage Toeschouwers: 50                    |                               |           |                                                   |                | Baart 31' ( Decker), Ammi 31' ( De Regt), El Moussaoui, Verdellen 31' ( Lenders), Fleuren 31' ( Broers), Linssen 31' ( Kahya), W. Janssen 31' ( Watson), Buikema 31' ( Kantelberg), Soltani 31' ( Hughes), Derksen 31' ( Rajcomar), Ofrany 31' ( Luizinho) |
| Bijz.: 2 × 30 minuten. Samir El Moussaoui en Prince Rajcomar op proef. |                               |           |                                                   |                | |

| zaterdag 6 januari 2007, 15:00                                       | Voorschoten'97 | 1-4 | VVV-Venlo                                      | Opstelling Voorschoten'97                                                                       | Opstelling VVV-Venlo |
| Stadion: Sportpark "Schildman", Hendrik-Ido-Ambacht Toeschouwers: 40 | Witvliet 12'   |     | 14' Linssen 28' Derksen 33' Buikema 36' Ofrany | Feenstra, Brader, Hoek, Gonlag, Bax, Weekhout, Dubbeling, Witvliet, Holverda, Constancia, Vrede |                      |
| Stadion: Sportpark "Schildman", Hendrik-Ido-Ambacht Toeschouwers: 40 |                |     |                                                | Feenstra, Brader, Hoek, Gonlag, Bax, Weekhout, Dubbeling, Witvliet, Holverda, Constancia, Vrede |                      |
| Stadion: Sportpark "Schildman", Hendrik-Ido-Ambacht Toeschouwers: 40 |                |     |                                                | Feenstra, Brader, Hoek, Gonlag, Bax, Weekhout, Dubbeling, Witvliet, Holverda, Constancia, Vrede |                      |
| Bijz.: Minitoernooi ASWH. 1 × 45 minuten.                            |                |     |                                                |                                                                                                 |                      |

| zaterdag 6 januari 2007, 16:00 | ASWH           | 1-0 | VVV-Venlo | Opstelling ASWH                                                                                                   | Opstelling VVV-Venlo |  |
| Stadion: Sportpark "Schildman", Hendrik-Ido-Ambacht Toeschouwers: 80 | Redjosetiko 5' |     |           | Kuipers, Gorré, Dias, Versluis ' ( Ernst), Sturrus, Slingerland, Verhoeven, Van Lare, Redjosetiko, Van Dam, Human | , Broers 40'         |  |
| Stadion: Sportpark "Schildman", Hendrik-Ido-Ambacht Toeschouwers: 80 |                |     |           | Kuipers, Gorré, Dias, Versluis ' ( Ernst), Sturrus, Slingerland, Verhoeven, Van Lare, Redjosetiko, Van Dam, Human | , Broers 40'         |  |
| Stadion: Sportpark "Schildman", Hendrik-Ido-Ambacht Toeschouwers: 80 |                |     |           | Kuipers, Gorré, Dias, Versluis ' ( Ernst), Sturrus, Slingerland, Verhoeven, Van Lare, Redjosetiko, Van Dam, Human | , Broers 40'         |  |
| Bijz.: Minitoernooi ASWH. 1 × 45 minuten. Eerste wedstrijd tussen ASWH en Voorschoten'97 eindigt in 0-1. Uitslag toernooi: 1. VVV - 3 punten (doelsaldo +2), 2. ASWH - 3 punten (doelsaldo 0), 3. Voorschoten'97 - 3 punten (doelsaldo −2). |                |     |           | |                      |  |

| dinsdag 16 januari 2007, 14:00                                     | VVV-Venlo   | 1-2 (0-0) | Sparta                          | Opstelling VVV-Venlo | Opstelling Sparta |  |
| Stadion: Stadion De Koel, Venlo Toeschouwers: 200 Arbiter: Janssen | Derksen 53' |           | 73' Moreno Freire 85' Bouaouzan | Muyters 46' ( Van Trier), Ammi, Kahya 80' ( Watson), Verdellen, Fleuren, Linssen 60' ( Broers), Soltani 75' ( R. Janssen ), Kantelberg, Derksen 60' ( Buikema), W. Janssen, Ofrany 75' ( Luizinho) | Wapenaar, De Roover, Olfers, Schenkel, Polak, Obodai 46' ( Moreno Freire ), Van Bueren, Rose 46' ( Međunjanin), Vlug 46' ( Oost), Tsvetkov 46' ( Anastasiou), Bouaouzan |  |
| Stadion: Stadion De Koel, Venlo Toeschouwers: 200 Arbiter: Janssen |             |           |                                 | Muyters 46' ( Van Trier), Ammi, Kahya 80' ( Watson), Verdellen, Fleuren, Linssen 60' ( Broers), Soltani 75' ( R. Janssen ), Kantelberg, Derksen 60' ( Buikema), W. Janssen, Ofrany 75' ( Luizinho) | Wapenaar, De Roover, Olfers, Schenkel, Polak, Obodai 46' ( Moreno Freire ), Van Bueren, Rose 46' ( Međunjanin), Vlug 46' ( Oost), Tsvetkov 46' ( Anastasiou), Bouaouzan |  |
| Stadion: Stadion De Koel, Venlo Toeschouwers: 200 Arbiter: Janssen |             |           |                                 | Muyters 46' ( Van Trier), Ammi, Kahya 80' ( Watson), Verdellen, Fleuren, Linssen 60' ( Broers), Soltani 75' ( R. Janssen ), Kantelberg, Derksen 60' ( Buikema), W. Janssen, Ofrany 75' ( Luizinho) | Wapenaar, De Roover, Olfers, Schenkel, Polak, Obodai 46' ( Moreno Freire ), Van Bueren, Rose 46' ( Međunjanin), Vlug 46' ( Oost), Tsvetkov 46' ( Anastasiou), Bouaouzan |  |
| Bijz.: Vincent Van Trier op proef.                                 |             |           |                                 | | |  |

| dinsdag 6 februari 2007                | RKC Waalwijk | 0-1 | VVV-Venlo | Opstelling RKC Waalwijk | Opstelling VVV-Venlo |
| Stadion: Mandemakers Stadion, Waalwijk |              |     | Broers    | Lemmens, Varela, Bakens, Keller, Fung a Wing, H. Mulder, Ikedia 57' ( Cusell), Reuser, Sektioui, Hoefdraad 46' ( Khandan), Remacle 46' ( Brands) |                      |
| Stadion: Mandemakers Stadion, Waalwijk |              |     |           | Lemmens, Varela, Bakens, Keller, Fung a Wing, H. Mulder, Ikedia 57' ( Cusell), Reuser, Sektioui, Hoefdraad 46' ( Khandan), Remacle 46' ( Brands) |                      |
| Stadion: Mandemakers Stadion, Waalwijk |              |     |           | Lemmens, Varela, Bakens, Keller, Fung a Wing, H. Mulder, Ikedia 57' ( Cusell), Reuser, Sektioui, Hoefdraad 46' ( Khandan), Remacle 46' ( Brands) |                      |
|                                        |              |     |           | |                      |

## Statistieken
Legenda
- W Wedstrijden
- Doelpunt
- Gele kaart
- 2× gele kaart in 1 wedstrijd
- Rode kaart

| Nat.                                      | Spelersnaam      | Eerste divisie | Eerste divisie | Eerste divisie | Eerste divisie | Eerste divisie |  | KNVB beker | KNVB beker | KNVB beker | KNVB beker | KNVB beker |  | Play-offs | Play-offs | Play-offs | Play-offs | Play-offs |  | Totaal | Totaal | Totaal | Totaal | Totaal |
| ----------------------------------------- | ---------------- | -------------- | -------------- | -------------- | -------------- | -------------- |  | ---------- | ---------- | ---------- | ---------- | ---------- |  | --------- | --------- | --------- | --------- | --------- |  | ------ | ------ | ------ | ------ | ------ |
| Nat.                                      | Spelersnaam      | W              |                |                |                |                |  | W          |            |            |            |            |  | W         |           |           |           |           |  | W      |        |        |        |        |
| Keepers                                   |                  |                |                |                |                |                |  |            |            |            |            |            |  |           |           |           |           |           |  |        |        |        |        |        |
| Vlag van Nederland                        | Rein Baart       | 33             | 0              | 0              | 0              | 0              |  | 1          | 0          | 0          | 0          | 0          |  | 6         | 0         | 0         | 0         | 0         |  | 40     | 0      | 0      | 0      | 0      |
| Vlag van België                           | Tom Muyters      | 0              | 0              | 0              | 0              | 0              |  | 0          | 0          | 0          | 0          | 0          |  | 0         | 0         | 0         | 0         | 0         |  | 0      | 0      | 0      | 0      | 0      |
| Vlag van Nederland                        | Cor Varkevisser  | 5              | 0              | 0              | 0              | 0              |  | 0          | 0          | 0          | 0          | 0          |  | 0         | 0         | 0         | 0         | 0         |  | 5      | 0      | 0      | 0      | 0      |
| Verdediging                               |                  |                |                |                |                |                |  |            |            |            |            |            |  |           |           |           |           |           |  |        |        |        |        |        |
| Vlag van Marokko                          | Ahmed Ammi       | 33             | 1              | 9              | 0              | 0              |  | 1          | 0          | 0          | 0          | 0          |  | 6         | 0         | 1         | 0         | 0         |  | 40     | 1      | 10     | 0      | 0      |
| Vlag van Nederland                        | Frank Broers     | 19             | 2              | 2              | 0              | 0              |  | 1          | 0          | 0          | 0          | 0          |  | 4         | 0         | 1         | 0         | 0         |  | 24     | 2      | 3      | 0      | 0      |
| Vlag van Nederland                        | Niels Fleuren    | 34             | 0              | 5              | 0              | 1              |  | 1          | 0          | 0          | 0          | 0          |  | 6         | 0         | 0         | 0         | 0         |  | 41     | 0      | 5      | 0      | 1      |
| Vlag van Nederland                        | Frank van Kouwen | 32             | 3              | 6              | 0              | 0              |  | 1          | 1          | 0          | 0          | 0          |  | 6         | 1         | 1         | 0         | 0         |  | 39     | 5      | 7      | 0      | 0      |
| Vlag van Nederland                        | Sander Lenders   | 2              | 0              | 0              | 0              | 0              |  | 0          | 0          | 0          | 0          | 0          |  | 0         | 0         | 0         | 0         | 0         |  | 2      | 0      | 0      | 0      | 0      |
| Vlag van Brazilië                         | Marilia          | 7              | 1              | 0              | 0              | 0              |  | 0          | 0          | 0          | 0          | 0          |  | 0         | 0         | 0         | 0         | 0         |  | 7      | 1      | 0      | 0      | 0      |
| Vlag van Nederland                        | Peter Reekers    | 9              | 0              | 2              | 0              | 1              |  | 0          | 0          | 0          | 0          | 0          |  | 1         | 0         | 0         | 0         | 0         |  | 10     | 0      | 2      | 0      | 1      |
| Vlag van Nederland                        | Ferry de Regt    | 3              | 0              | 0              | 0              | 0              |  | 0          | 0          | 0          | 0          | 0          |  | 1         | 0         | 0         | 1         | 0         |  | 4      | 0      | 0      | 1      | 0      |
| Vlag van Nederland                        | Sjors Verdellen  | 36             | 0              | 8              | 0              | 0              |  | 1          | 0          | 1          | 0          | 0          |  | 6         | 0         | 1         | 0         | 0         |  | 43     | 0      | 10     | 0      | 0      |
| Vlag van Nederland                        | Robert Willemse  | 0              | 0              | 0              | 0              | 0              |  | 0          | 0          | 0          | 0          | 0          |  | 1         | 0         | 0         | 0         | 0         |  | 1      | 0      | 0      | 0      | 0      |
| Middenveld                                |                  |                |                |                |                |                |  |            |            |            |            |            |  |           |           |           |           |           |  |        |        |        |        |        |
| Vlag van Nederland                        | Roel Buikema     | 32             | 4              | 0              | 0              | 0              |  | 1          | 0          | 0          | 0          | 0          |  | 6         | 0         | 0         | 0         | 0         |  | 39     | 4      | 0      | 0      | 0      |
| Vlag van Nederland                        | Maico Gerritsen  | 4              | 0              | 0              | 0              | 0              |  | 0          | 0          | 0          | 0          | 0          |  | 0         | 0         | 0         | 0         | 0         |  | 4      | 0      | 0      | 0      | 0      |
| Vlag van Nederland                        | Robin Janssen    | 1              | 0              | 0              | 0              | 0              |  | 0          | 0          | 0          | 0          | 0          |  | 0         | 0         | 0         | 0         | 0         |  | 1      | 0      | 0      | 0      | 0      |
| Vlag van Nederland                        | Willem Janssen   | 37             | 10             | 0              | 0              | 0              |  | 1          | 0          | 0          | 0          | 0          |  | 5         | 0         | 2         | 0         | 0         |  | 43     | 10     | 2      | 0      | 0      |
| Vlag van Nederland                        | Ekrem Kahya      | 23             | 1              | 3              | 0              | 0              |  | 1          | 0          | 0          | 0          | 0          |  | 4         | 0         | 0         | 0         | 0         |  | 28     | 1      | 3      | 0      | 0      |
| Vlag van Nederlandse Antillen (1986-2010) | Leon Kantelberg  | 24             | 3              | 1              | 0              | 0              |  | 0          | 0          | 0          | 0          | 0          |  | 6         | 1         | 0         | 0         | 0         |  | 30     | 4      | 1      | 0      | 0      |
| Vlag van Nederland                        | Edwin Linssen    | 35             | 2              | 5              | 0              | 0              |  | 1          | 0          | 1          | 0          | 0          |  | 5         | 0         | 0         | 0         | 0         |  | 41     | 2      | 6      | 0      | 0      |
| Vlag van Brazilië                         | Luizinho         | 8              | 1              | 2              | 0              | 0              |  | 1          | 0          | 0          | 0          | 0          |  | 0         | 0         | 0         | 0         | 0         |  | 9      | 1      | 2      | 0      | 0      |
| Vlag van Australië                        | Cameron Watson   | 0              | 0              | 0              | 0              | 0              |  | 0          | 0          | 0          | 0          | 0          |  | 0         | 0         | 0         | 0         | 0         |  | 0      | 0      | 0      | 0      | 0      |
| Aanval                                    |                  |                |                |                |                |                |  |            |            |            |            |            |  |           |           |           |           |           |  |        |        |        |        |        |
| Vlag van Nederland                        | Mimoun Akrom     | 0              | 0              | 0              | 0              | 0              |  | 0          | 0          | 0          | 0          | 0          |  | 0         | 0         | 0         | 0         | 0         |  | 0      | 0      | 0      | 0      | 0      |
| Vlag van Nederland                        | Dirk Jan Derksen | 35             | 19             | 1              | 0              | 0              |  | 1          | 0          | 0          | 0          | 0          |  | 6         | 3         | 0         | 0         | 0         |  | 42     | 22     | 1      | 0      | 0      |
| Vlag van Wales                            | Dylan Hughes     | 12             | 1              | 1              | 0              | 0              |  | 0          | 0          | 0          | 0          | 0          |  | 0         | 0         | 0         | 0         | 0         |  | 12     | 1      | 1      | 0      | 0      |
| Vlag van Nederland                        | Bas Jacobs       | 9              | 0              | 0              | 0              | 0              |  | 0          | 0          | 0          | 0          | 0          |  | 2         | 0         | 1         | 0         | 0         |  | 11     | 0      | 1      | 0      | 0      |
| Vlag van Nederland                        | Rachid Ofrany    | 38             | 5              | 4              | 0              | 0              |  | 1          | 0          | 0          | 0          | 0          |  | 5         | 0         | 2         | 0         | 0         |  | 44     | 5      | 6      | 0      | 0      |
| Vlag van Nederland                        | Rik Platvoet     | 10             | 0              | 0              | 0              | 0              |  | 0          | 0          | 0          | 0          | 0          |  | 2         | 1         | 0         | 0         | 0         |  | 12     | 1      | 0      | 0      | 0      |
| Vlag van Frankrijk                        | Karim Soltani    | 30             | 7              | 1              | 1              | 0              |  | 1          | 0          | 0          | 0          | 0          |  | 6         | 2         | 1         | 0         | 0         |  | 37     | 9      | 2      | 1      | 0      |
| Vlag van Burkina Faso                     | Mamadou Zongo    | 0              | 0              | 0              | 0              | 0              |  | 0          | 0          | 0          | 0          | 0          |  | 0         | 0         | 0         | 0         | 0         |  | 0      | 0      | 0      | 0      | 0      |
| Nat.                                      | Spelersnaam      | W              |                |                |                |                |  | W          |            |            |            |            |  | W         |           |           |           |           |  | W      |        |        |        |        |
| Nat.                                      | Spelersnaam      | Eerste divisie | Eerste divisie | Eerste divisie | Eerste divisie | Eerste divisie |  | KNVB beker | KNVB beker | KNVB beker | KNVB beker | KNVB beker |  | Play-offs | Play-offs | Play-offs | Play-offs | Play-offs |  | Totaal | Totaal | Totaal | Totaal | Totaal |

### Topscorers 2006/2007
| Nr.    | Naam                             | Goal |
| ------ | -------------------------------- | ---- |
| 1.     | Dirk Jan Derksen                 | 19   |
| 2.     | Willem Janssen                   | 10   |
| 3.     | Karim Soltani                    | 7    |
| 4.     | Rachid Ofrany                    | 5    |
| 5.     | Roel Buikema                     | 4    |
| 6.     | Frank van Kouwen                 | 3    |
|        | Leon Kantelberg                  | 3    |
| 8.     | Frank Broers                     | 2    |
|        | Edwin Linssen                    | 2    |
| 10.    | Dylan Hughes                     | 1    |
|        | Luizinho                         | 1    |
|        | Ekrem Kahya                      | 1    |
|        | Ahmed Ammi                       | 1    |
|        | Marilia                          | 1    |
|        | Ferry de Regt                    | 1    |
| 16.    | Patrick Hobbelen (Helmond Sport) | 1    |
|        | Jelle Bouma (HFC Haarlem)        | 1    |
|        | Angelo Zimmerman (FC Emmen)      | 1    |
| Totaal | Totaal                           | 64   |

| Nr.    | Naam             | Goal |
| ------ | ---------------- | ---- |
| 1.     | Dirk Jan Derksen | 3    |
| 2.     | Karim Soltani    | 2    |
| 3.     | Rik Platvoet     | 1    |
|        | Frank van Kouwen | 1    |
|        | Leon Kantelberg  | 1    |
| Totaal | Totaal           | 8    |

| Nr.    | Naam             | Goal |
| ------ | ---------------- | ---- |
| 1.     | Frank van Kouwen | 1    |
| Totaal | Totaal           | 1    |

| Nr.    | Naam                        | Goal |
| ------ | --------------------------- | ---- |
| 1.     | Willem Janssen              | 7    |
| 2.     | Dirk Jan Derksen            | 6    |
| 3.     | Rachid Ofrany               | 5    |
| 4.     | Karim Soltani               | 4    |
|        | Bas Jacobs                  | 4    |
|        | Leon Kantelberg             | 4    |
| 7.     | Maico Gerritsen             | 3    |
|        | Dylan Hughes                | 3    |
| 9.     | Mimoun Akrom                | 2    |
|        | Ekrem Kahya                 | 2    |
| 11.    | Ferry de Regt               | 1    |
|        | Luizinho                    | 1    |
|        | Edwin Linssen               | 1    |
|        | Roel Buikema                | 1    |
|        | Frank Broers                | 1    |
| 16.    | Sander Gubbels (SV Blerick) | 1    |
| Totaal | Totaal                      | 46   |

AGOVV Apeldoorn · 
SC Cambuur · 
FC Den Bosch · 
FC Dordrecht · 
FC Eindhoven · 
FC Emmen · 
Fortuna Sittard · 
Go Ahead Eagles · 
De Graafschap · 
Haarlem ·
Helmond Sport · 
MVV · 
FC Omniworld · 
RBC Roosendaal · 
Stormvogels Telstar · 
TOP Oss · 
BV Veendam · 
FC Volendam · 
VVV-Venlo · 
FC Zwolle